# 越國
越国，又作戉、于越、于粤、大越，是傳說中由夏后氏少康庶子無餘於会稽山 （位於今中華人民共和國浙江省）一带建立的邦國，在商代卜辭中也有記載這個國家，从春秋晚期的勾践吞并吴国后到战国初期的無彊在位期间，越国一直是春秋戰國的一方霸主，鼎盛時期人口可达100多万，疆域僅次於楚國，東達東海，西連楚國，南接百越，北鄰齊魯和泗上，領有今天浙江省北部、江蘇省北部運河以東和全部蘇南地區、安徽省皖南地區、江西省東境:126，楚破越后越国衰微，最终在公元前222年秦灭楚之战後完全滅亡。

## 名称
“于越”最早可以见于商代甲骨文獻，古本《竹书纪年》寫為“于粤”，今本则称“于越”。何休《公羊傳》註疏記載，越國當地人自稱于越，但中原華夏諸國稱其為越。他們被視為是與中原華夏部落習俗不同的蠻夷。《左传》《国语》《史记》等多称“越”，而《越绝书》等有时称“大越”。上海博物馆所藏的越国青铜器也有铭文显示“于越嗣王旨殹之大啚壽矛”，显示越国全称“于越”:114-115。該物出土前很长一段时间学界都认为“于越”是越国的他谓，尤其是齐鲁人称越国为“于越”，越人自身不称“于越”:9-15。
司马迁《史记》认为夏朝的少康将自己庶子封于此地，于越是庶子的名字，号为无余；贺循《会稽记》称庶子号为于越，由是得名。《公羊传》则称“于越者未能以其名通也，越者能以其名通也”，晋代杜预作注认为“于”是发语词，后世都认为是越人发语词。而现代學者梁啟超與羅香林等人考证认为古越语是复音语，而古汉语只有单音，因此越在古越语中读音近似古汉语音“于越”。:115-116《漢書·地理志》顏師古註稱“於越”是一個地名，族以地名；徐吉軍等學者認為，“於”即“烏”即鳥，鳥是越國古代的圖騰象徵，因此稱“於越”；董楚平等學者還提出觀點稱，“於越”和越國始祖無餘對音。
“越”字古作“戉”，最早可以见于商代的甲骨文，卜辞中就已经记载与越人事迹；传世的绝大多数越国青铜器都作“戉”。罗香林先生认为“戉”字甲骨文类似斧钺，“越”字为“戉”字假借，指拿戉的越人；卫聚贤先生认为钺只在古代浙江地区发现，因此钺应当为浙江古民族发明，“越”字即是“钺”，越人以其发明的“钺”为名，亦称吴越、虞越:5-6。而对于“戉”，学术界有人以为是犁铧、有段石锛、扁平石斧，一般认为是扁平石斧，还有人认为“戉”作为族名在良渚末期，约黄河流域夏朝初年就已存在。:116-120

## 源流
越国是古代於越部落所建立的国家，其来源在古代各史料中众说纷纭，古代史料有“越为禹后”和“越楚同源”两种说法，现代部分学者认为越国可能是继承江南地区古文化，越人為吳越族的一支，还有人主张于越是三苗后裔。支持“越为禹后”的论述和反对“越为禹后”的“土著说”是目前学术界的两大观点。

### 中原说
《史记·越世家》称大禹曾经在会稽会盟诸侯，越國為夏朝少康庶子於越的封地，國君為姒姓，勾践称霸中原以后称自己为夏禹后裔。秦始皇在今天的会稽山祭祀大禹后这一说法越发流行。:122-123现代绍兴姒姓家谱支持这一观点，但家譜真實性存疑。另一种说法认为越人是夏人南迁的后裔，而这一点也得到了考古证据的一定支持，例如在越地的马桥文化中也发掘了具有和中原二里头相类似的文化特征的文物，而巴蜀等地的类似情况也证实二里头文化人群存在一定的大规模迁徙现象。
另外有说法推测夏、越民族同源，越人是与夏族同源的骆族和南迁夏族所形成的新族群，骆族是越人和夏人的共同先祖。还有说法根据《世本》《国语》等考据认为越人和楚人同源。日本学界中，狹玄鬼曾主張殷民族就是吳越民族，而白川靜認同殷族與吳越族關係很深，但殷人與吳越族屬同一民族，此說法尚須考證。上述说法大多都没有提及考古证据、或还停留在推论或争论阶段。

### 土著说
“土著说”则认为越人直接来源于远古既已定居浙江北部地区的原始居民，越文化来源于本地区的古文化:128-129。“越为禹后”历来受人质疑，东汉时会稽人王充就质疑大禹会稽会盟的真實性，清代的梁玉绳断言“勾践非禹苗裔”。早期记载越国的史书中也多将越国记作文化落後（蛮夷），例如《春秋》文“冬，楚子……徐人、越人伐吴”，自1937年出版的《吴越文化论丛》出版后，学界反对“越为禹说”的声音占到多数，越人在语言习俗、历史继承、考古遗迹等方面与中原文化存在较大差别。当地河姆渡文化、马家浜文化、良渚文化以及后来的马桥文化、几何印纹陶文化层在考古发掘、基因分析上都存在一定继承关系，而与中原地区的二里头文化关系不大。
曹锦炎先生从越王钟铭文记越王名“者旨於睗”、越国诸稽氏起源等方面考证越王的先祖是祝融八姓之一，属于彭姓诸稽（者旨）氏，越国是徐人进入越地统治越人所建立:209。蒋炳钊先生和傅举有先生认为，越族是由三苗中一支演变而来，越人出现地域和三苗相近且出现较晚因而可能有继承关系:127。卫聚贤先生和董楚平先生更是认为大禹乃越人后裔，中原地区的诸多创举都和越族习俗有关:1-65；考古学上，中原的夏商周都与越地的良渚文化存在联系，史书中“汤自把钺,以伐昆吾,遂伐桀”，由良渚“神徽”演变的饕餮纹出现在二里头遗址的铜、玉等精美礼器上。
浙江大学历史系的陈志坚副教授认为，无论“越为禹后”还是“越楚同源”本质和吴国祖源“太伯奔吴”说一样属于越人的“历史记忆”和“族群认同”，吴国和越国本是同一民族，在越国早期越国受到楚国影响较大更加认同楚国文化，由是出现“越楚同源”，而越国后期则认同中原文化，依据大禹传说塑造了“越为禹后”的传说。

## 历史

### 上古时期

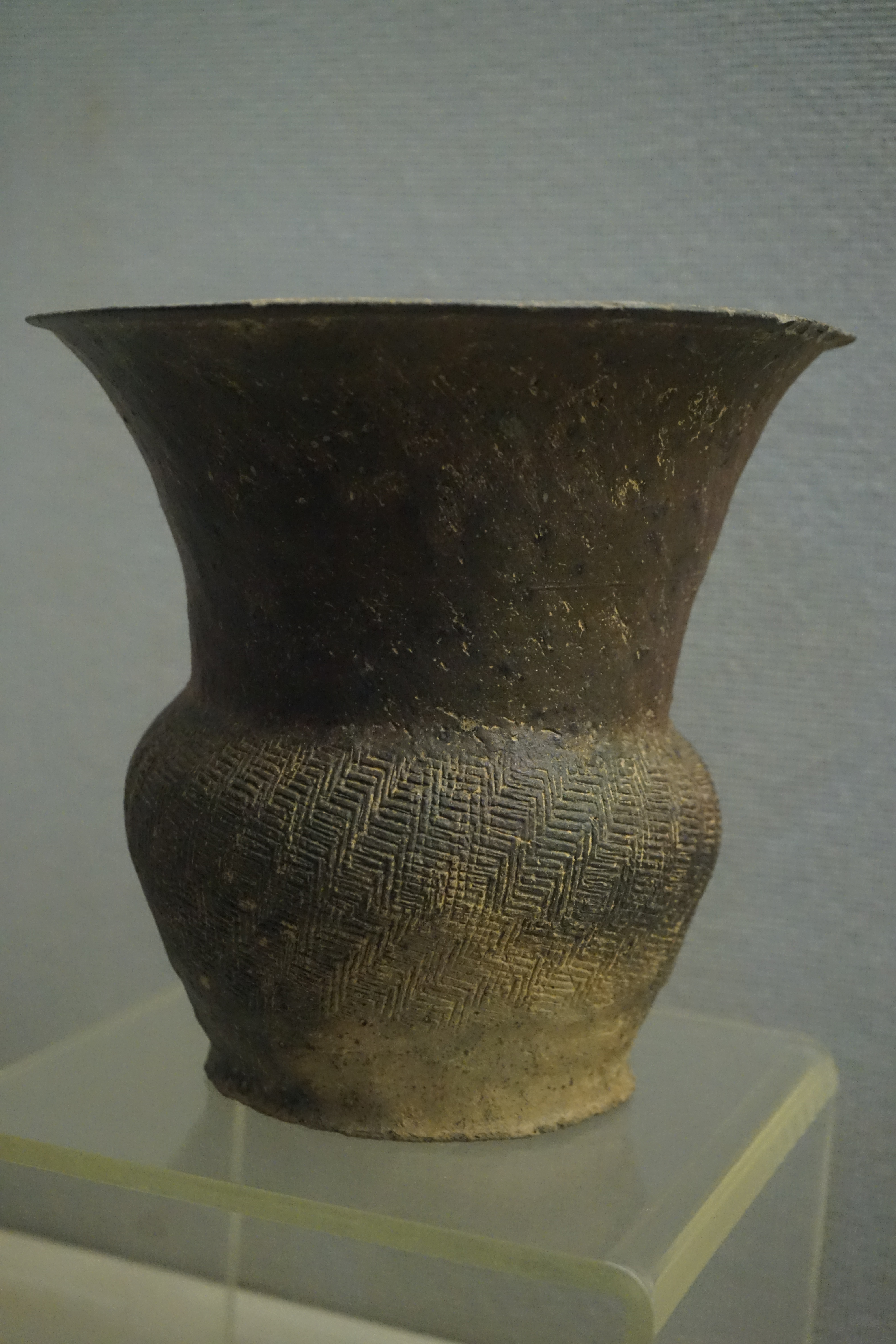
绍兴出土印纹硬陶尊，印纹陶是越文化的代表器物之一

传说中，大禹巡狩到会稽山一带去世，其子启建立夏朝，后来夏朝第三代君主太康由于贪图享乐而被有穷氏首领后羿夺取权位，是所谓太康失国、后羿代夏，经过三代人斗争，最终夏国第六代君主少康夺回权柄，是为少康中兴。在夏朝衰落之际，东夷部落时而敌对时而友好，少康之父相在位时，就有“于夷来服”，但大多数情况夷夏都处于敌对状态，少康一方面分封庶子于越，另外一方面积极准备讨伐东夷部落，少康死后其子杼攻打东夷直到东海:144-145。而据《吴越春秋》《越绝书》记载，少康是担心大禹陵祭断绝，才把庶子无余封在会稽。无余即位后，不建立宫殿，和百姓住一样的房子，无余传十余世后末代君主由于能力不足成为平民，国无君长、祭祀断绝长达十余年，后人民拥立無壬即位，恢复了大禹的祭祀，在無壬之后越国才有了“君臣之义”。无壬死后三代国君無瞫、夫譚、允常守国有成。允常就是勾践的父亲，和吴王阖闾是同辈，也是越国霸业的奠基人。
现代考古显示，越地在越国建立之前就已建立有相对发达的文化，在新石器时代早期居民先后经历过跨湖桥文化、马家浜文化、崧泽文化、良渚文化，而夏商周时期继承自良渚等古文化的马桥文化被部分学者认为是越文化的源头。:73从公元前6000年左右，远古越人所在的宁绍平原受到海平面上升影响，面积大面积减少，海潮倒灌河流导致土地收成大幅降低，生态环境急剧恶化。:77另外学者推论，因为气候变迁和政权更迭等原因，一部分当地居民迁移到内陆丘陵地带，另外一部分居民可能航海航行，远抵今天的日本、台湾以及东南亚等地区，而这些地区在越国灭亡后也出现了疑似来自越人的悬棺、有段石锛等文物习俗。:77
商代甲骨文卜辞中，“戉”就已经多次出现，这也说明商朝对越人的行动颇为关注。《逸周书》引用《商书·伊尹朝献》“臣请正东，符娄、仇州、伊虑、沤深、十蛮、越沤，剪发文身，请令以鱼皮之鞞，乌鰂之酱，鲛鼥利剑为献”，其中的越沤就可能是人，商朝要求越沤进贡的鱼皮做的刀鞘、墨鱼做的鱼酱、鲨鱼做的盾牌以及锋利的宝剑以及“剪发文身”的习俗，都和后世所传越国的特产、习俗相吻合，越国可能在商代初期就已经是商朝治下的一个方国。越人对于商朝战事起到很大作用，卜辞经常记载商朝命令越人参加战争，在武丁时期两者关系颇为密切，商朝征服东夷的战争也对这一时期文物出土有一定影响，商代的青铜器原料、工艺可能来自南方，商代青铜器、陶具开始出现和南方文物相似的纹饰，今天的安徽南部、江苏南部、江西西北部都出土过具有商朝特征或受到商文化影响的青铜器具。:153-171也有人认为甲骨文中的所谓“戉”并非“戉”字，而是指代某一山西南部部落的其它字，“越”初作“戉”，越国兴起后作，越国灭亡后作“越”字，其变化与越国的兴衰相关。
今本《竹书纪年》记载，周成王24年“于越来宾”，这也是“于越”之名第一次见诸史料。:172-175而据史料记载，周穆王37年，穆王带领大军伐楚，大军据考可能最远到达了越国本土:177，同时期周王朝还长年和徐国交战；而绍兴出土的徐国青铜器中也记载了徐人灭国后入越的历史事件，说明徐人后来战败大量南迁进入越地，今天浙江衢州等地仍有徐偃王庙遗迹:180-183。
依据《管子》，越国在春秋早期就一度强盛，鲁桓公和郑庄公曾在越国会盟，齐桓公语管仲称“天下之国，莫强于越”，并在北征孤竹、離枝的战役中和越军水师作战，尽管齐桓公战胜了越国，但越国还是没有朝于齐国。后来的楚庄王征服了吴国和越国并将其作为附庸。但从公元前584年开始，吴国摆脱楚国开始与楚国争霸，首先攻取归附楚国的蛮夷都，接着又在公元前544年攻打越国，越人战败后刺杀了吴王余祭，此后越国一直是楚国的仆从国并参与攻吴。:184-190

### 吴越争霸
史料中，春秋时期晋国与楚国争霸，晋国联合了吴国制衡楚国，而吴、越也在这一背景下相互结仇:216。
允常是史料中越国兴盛的第一位君主，《史记正义》称他为越国第一位称王的君主，在他任内其积极发展冶炼、伐木、农业技术，将越人迁移到平原地区，并积极通过结好楚国等手段摆脱吴国影响。:190-196出土金文也显示，其结好徐国与徐国君主相互称王。史料记载允常在今绍兴诸暨，故学者也推测当地的印山大墓为其王陵。

同一时期，吴国在阖闾的治下强盛一方，在公元前512年启用伍子胥、伯嚭进攻楚国，又公元前510年吴国以越国没有遵守盟约进攻楚国为由进攻越国，攻破檇里，允常反驳认为自己只用朝贡而没有义务出兵而吴国却为此大动干戈，因而对吴国怀恨于心。公元前505年吴国攻破楚国都城后秦国派军驰援楚国，吴军战事失利，而允常趁此时机进攻吴国，吴国不得不退兵，两国由此彻底结怨，由此开始了史书中吴越争霸的故事。:211-213

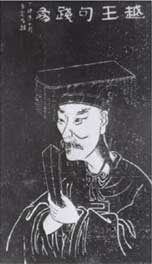
越王勾践画像

公元前496年，吴王阖闾乘越国新君即位派兵攻打越国，越王勾践在檇李击败吴军并追击到姑苏，阖闾在姑苏伤重身亡，临终前告诫其子夫差莫忘杀父之仇。夫差在两年后在夫椒大败越军、一雪前耻，勾践于是派文种贿赂吴国太宰伯嚭，表示越国愿意像臣子、妾女一样侍奉吴国，虽然伍子胥以“少康复国”故事劝告夫差赶尽杀绝，但夫差还是同意和越国讲和。其后伍子胥多次劝谏，吴王还是没有听从伍子胥的意见消灭越国，另外据《国语》记载战争过后，“吴不告庆，越不告败”。勾践在战败后非常焦虑，《史记》称勾践在战败后卧薪尝胆，誓要雪耻。最终越国趁着吴国在482年举行黄池会盟，其主力远在中原、国内空虚的时候偷袭了吴国都城，杀死了吴国太子，夫差为了顺利会盟不得已封锁消息，会后夫差以厚礼求和，越国自知国力不足以灭吴因此答应了吴国。另据《吴越春秋》记载，吴王夫差攻齐前，齐国意图攻打鲁国，孔子派子贡出使吴国请求救鲁，建议吴王先伐齐国后伐越国，并且到越国说服了勾践答应协助吴国出征，于是吴国攻打齐国。公元前478年，越国再度开始进攻吴国，吴国由于连年战争，精锐尽失于齐国、晋国，因此大败，越军围困姑苏三年之久，姑苏城破，夫差遁逃并使人请降于勾践，范蠡进谏勾践决心灭吴，吴王自戕，吴国由是灭亡。勾践平定吴国后，就出兵向北渡过長江，在徐州与齐国、晋国等诸侯会合，向周王室进献贡品。周元王派人赏赐祭祀肉给勾践，称他为“伯”。勾践离开徐州，渡过淮河南下，把淮河北岸的土地都送给了楚国，把吴国侵占宋国的土地归还给宋国，把泗水以东方圆百里的土地给了鲁国，当时越军在长江、淮河之东畅行无阻，诸侯们都来庆贺，越王号称霸王。
而其它一些史料还显示勾践其实在圍困姑蘇期间，就已经开始谋求霸主地位，向中原地区齐、鲁等国派遣使节。《吴越春秋》记载，越国称霸以后借口齐、楚、秦、晋中秦国没有响应越国匡正天子的号召起兵伐秦，秦国主动承认自己的过失，越國於是罷兵，中原诸国都畏惧越国。《越绝书》《吴越春秋》记载，勾践为了巩固霸主地位，使用樓船将都城迁至琅琊，而范蠡认为勾践可以同患难不能共富贵，于是主动离开了勾践，还劝告文种离开，文种没有离开。西元前472年文种為人誣陷有謀反之心，勾踐便賜劍給文種說：「子教寡人伐吳七術，寡人用其三而敗吳，其四在子，子為我從先王試之。」文種自知為勾踐所不容，最终被逼自刎而死。後人以成語鳥盡弓藏概括其下場。计然也佯狂以求自保。
公元前464年，勾践对太子留下遗言后去世。在他死后，越国的霸业延续了一段时间，勾践以后朱勾最为强盛，在他的治下越国人屡次战胜楚国的水师，兼并滕国、郯国，夺取莒国的土地并附庸莒国。而就吴越争霸的历史真实性而言，颇具争议的战国《清华简》中有一篇《越公其事》详细记载了这一事件，考古发掘亦表明吴国在灭亡后王陵疑似遭到越国报复性破坏，虽然越国在勾践之后的世系在古籍记载不一，但现代发掘的越王勾践剑、越王者旨赐剑、越王丌北古剑、越王州勾剑、越王不光剑、者旨钟等越国青铜器可以佐证《竹书》中的越国世系。:282-288

### 衰亡
公元前412年年，越王朱勾去世，而越国的霸主地位已经岌岌可危，《吕氏春秋》记载齐国的执政者田庄子想要攻打越国，就问他儿子田和（田齐的建立者）的意见，田和称越国是猛虎，而田庄子则认为越国已经是一条死老虎了。
结合史书记载，朱勾生前弑父即位，虽然越国在他的治下非常强盛，但在他去世后又发生了严重的继承危机。《淮南子》《抱樸子》《論衡》《三國志》文及註都記載朱勾的太子翳躲於山洞，不願意繼位，越人煙燻以出之，遂立為君。而在公元前379年，越王翳将国都迁回吴都，三年后太子诸咎弑君即位，同年越人杀诸咎，于是吴人立诸咎子错枝为君，次年大夫区寺平息叛乱，立无余之为君，无余之在位12年后大夫区寺的弟弟思杀死无余之，最终无颛即位。而后来的無顓也不愿意即位，于是躲到了洞窟里面，越人又故技重施，無顓出洞穴登马车时哀叹道：“君位呀，你难道就不能放过我吗？”《越王差徐矛》铭文也佐证了越国后来迁都姑苏，间接证明越国曾经定都琅琊，但越国迁吴的具体时间及迁都的君主仍未确定。
《吕氏春秋》記載这一系列事件的一种可能原因：越王授有四個兒子，他的弟弟豫想要自己繼位，于是殺了越王的三個兒子，而在这时民怨沸腾，深感威胁的越王最後一子借着国人暴动包圍了王宮，自己驅逐了豫并杀死了越王，東漢的高诱就認為越王授即越王翳。而青铜器金文显示，诸咎少时颇受其父喜爱同时也相当跋扈，在做太子的时候就已经自己称王，有可能是因為晚年失寵後心理不平衡而選擇了弒君。从朱勾弑父到无颛即位，越国的宫廷内乱最终结束，但越国也因此走向了衰弱，同时越国还需要直面北方新兴的田齐、三晋勢力，霸权难以为继，不得不收缩势力:292-296。
越国在无颛治下国力逐渐恢复，公元前354年无颛去世、無彊即位，無彊积极对外扩张，首先出兵齐国。齐国正处齐威王时期，连年与魏国交战，又因为徐州相王激怒楚国，因此外交上比较孤立。越国军队使齐国人非常紧张，《说苑》中记载，齐国臣子雍門子狄自刎，越军才退军。《史记》记载，齐国受到越国入侵后齐威王派人游说無彊攻打楚国，越国于是退兵攻楚；公元前306年，楚国大破越军，夺取了越国在钱塘江以北的土地，在吴地设立江东郡，并且在徐州击败了欺骗楚国的齐国，越国因此元气大伤，《越绝书》称此后越君仅称君长，不再称王。:296-301也有人考证楚破越是在公元前307年。越国与楚国之间的冲突也体现在考古学上，河南淮阳出土多把越王剑，涵盖了越王朱勾以及自称越子的君主，这些剑被认为是在战国晚期越国大败后为楚国所获的贡品或战利品。
公元前312年，在秦国、韩国、魏国与楚国、齐国对峙的时候，楚国派遣大批军队包围秦兵于曲沃和商，越王派使者送各类战船三百艘、箭五百万支给魏国以支持战事。公元前310年，秦武王即位越国派人参加即位仪式。楚怀王时期，楚王与越国持续战争胜多败少但伤亡惨重，招致民怨，派邵滑为乱越国，并夺取勾章地。楚考烈王时期春申君封于吴地在吴地和南方的越国势力对峙，楚国最终攻破北方的越国琅琊，琅琊的越人从海上迁移回南方，越国从此降服於楚国。秦灭六国时，越国和楚国、燕国、赵国结成同盟抗秦，秦国派姚贾化解了同盟。公元前222年，王翦灭楚后继续南下，降越君，置会稽郡，越国完全灭亡。:301-308

### 后续
越国灭亡后，秦始皇为了压制越国故地的反叛势力，亲自巡游江南，封禅会稽，将越国故都名“大越”更名为“山阴”，将越国故民迁徙到余杭、乌程等地，由将汉族罪犯等迁移到越国故地，连横、郑小炉、鄂卢梭等学者认为于越还可能迁徙到了澎湖、岭南、越南等地区；越南学者陶维英认为，於越人即骆越人，其原居长江中下游后又沿海到达越南，成为了今天越南人的先祖之一，但杨宽等中国学者则反对这一观点，认为瓯越、闽越和於越不是同一民族，但這些論點基本上都是學者的隨一猜測，沒有具體的證據。；亦有学者主张越人的迁徙与日本越国地区历史有关，但現代基因研究基本上否定了這個論點。。《史记》记载越国无强之后各地或为君或为王，故百越各部都可能是越国的后裔但也不尽然为越国后裔，就如《汉书》所言“自交趾至会稽七八千里，百越杂处，各有种姓”。据《越绝书》东瓯在勾践时期即为封国，《史记》稱东瓯、闽越皆越国后人，东瓯国国王摇为越王无强七世孙，因抗秦有功被汉高祖封为越王。:311-360至汉末三国，越故地有山越聚众有如严白虎等，与江东高門大族合作，时而反孙时而安定；孙权通过对山越的战争，掳掠山越人口作为兵员并安置郡县，按《三国志》记载所掳人口竟5万，占夷陵之战前吴国总兵力的三分之一；有關山越的記載一直延续到唐代，自此之后再不见于史料。
根据现代基因学分析，中國南方土著百越族群的遗传基因与今東南亞人（例如台湾原住民）的基因具有遙遠的同源關係，皆源於新石器長江稻作農夫，今天中国南方的高山族、傣族、壮族、水族、侗族、仫佬族、布依族和黎族以及泰国泰族等民族都具有不同比例的Y染色體O-M119(O1a)突變的百越遗传特性，而在汉人中上海和浙江人群所带有O-M119突变比例全国最高达到26%，另在中國南方各省也有15%~20%的O-M119，该基因分布正式以浙江为中心带有东越特色，而廣西人群中西越特色的O-PK4(O1b)基因的比例较高，在全體廣西人中占比33%，在其他華南省分占比7%~13%，O-PK4同時也是東南亞人的主流Y染色體。
在其他民族也帶有華南土著遗传特性的O-M119突变，比如布里亞特人的O-M119突变比例高達35%，京族就有7%的O-M119突变、滿族有5.16%的M119突变，蒙古族也有有4.12%的M119突变，北方漢人有4%~6%的O-M119 。

上海马桥原住民的遗传研究亦证实当地人与越人存在遗传联系的置信度较高，当地人与金山、南汇原住民以及台湾原住民基因相近，而与马来、羌氐等族系基因相差较大，中国南方的浙南、福建等地亦存在相似的基因结构，故推测東南汉族中可能有许多是由古越人發展而来。

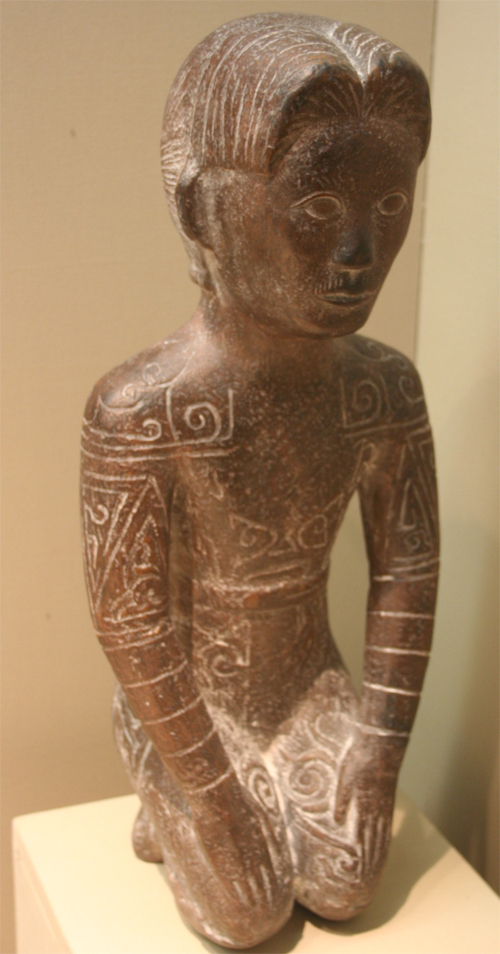
浙江博物馆藏越国陶俑

## 政治
公元前490年，勾践委身吴国三年后回国，面对“令遭辱诟，为天下笑”的形势，勾践采用能臣范蠡、文种等人意见，对国内政治进行改革，以求唯才是舉、民心归附。勾踐注重發掘和選拔人才，不論是四方之士還是本國的下級士人都能夠以禮相待，並且知人善任，由是獲得了四方有才之人的信任和愛戴。勾踐為了爭取民心，躬行節儉，以臥薪嘗膽明滅吳之志，並且採取“緩刑寬罰”的休養生息政策，並且親自體察民情，自然獲得了百姓的愛戴。:15-18清华简《越公其事》记述越王采取了發展農業、注重信用、增加人口、擴充軍力、嚴明刑法的五項政策，越國国力得以逐渐恢复:233-242。
越國官制較為簡陋，主要有相國、大夫、上將軍等職務：相國是百官之長，本為齊制，越國沿用，由范蠡、文種等人擔任；大夫是掌管一方政教禁令的官員，勾踐時期的大夫主要有扶同、苦成、計然等九位大夫，各自分工明確，分管耕戰、守土、理民等任務；勾踐還曾經委任范蠡為上將軍，協助君主處理對外戰爭事務；此外越國也效仿中原地區實行諸侯、大夫、士的官職制度。越國的法律制度較為完備，主要涵蓋婚姻和刑罰兩方面，在范蠡的建議下，越國由君主獨斷改行法制，並且寬刑减罚，但出於增加人口需要要求“壯者無娶老妻，老者無娶壯婦；女子十七未嫁則父母有罪，丈夫二十未娶則父母有罪”:18-21。

## 经济

### 農業
越地農業歷史悠久，早在7000年前寧紹平原的河姆渡文化就已經有成熟的水稻種植技術，而在春秋戰國時期寧紹平原地區的稻作農業仍處於領先水平，曾出土過犁、鋤等農具，並且對沿海的沼澤平原地區進行開發。在春秋戰國之際，金屬農具尤其是鐵農具的普及為越國的農業進步提供了動力，越國農業由粗放的刀耕火種進入了精耕細作的集約經營，嚴格按照選種、翻耕、種植、管理、收割、貯藏六個環節進行稻作生產。勾踐時期，越國就已經有十幾種可耕作物，並且越人學會了挑選良種的技術、作物品種較為優良，遂使吳王夫差希望種植越國的作物種子。越國在先秦時期冶煉技術處於領先，其廣泛推行青銅耕具，並有和中原地區一樣的鐵質農具，牛耕也得以應用。越國還有用以支持農業的氣象設施，通過觀察氣象來把握農時，特別注重田間除草，備有多種除草農具，並且開始興建水利設施和推廣農肥，因為陰溼的地理環境開發出不同中原的糧食貯藏技術。勾踐時期，越國人口約有30萬，水旱耕地共127萬亩，水田是越国出动大量人力、物力从海潮中获取的良田，是粮食产出的主力。对于粮食、畜牧、水产、盐业等重要资源，越国还兴建了如木客山伐木地、朱馀盐场等各类专业化生产基地以支持战争。范蠡还在越国开创了人工鱼塘养鱼业，“三年致鱼三万”。:59-90

### 手工業
越国设立“铜官”负责冶炼，设立“盐官”负责取盐，设立“船官”负责造船，除了官营手工业外还存在相当的民营手工业。越国还出现了中国最早的瓷器，陶器和瓷器逐渐成为春秋战国时期越国平民的主要生活用器，一系列陶瓷遗址发掘的结果也侧面反应了越国的兴衰过程，在春秋晚期品类增多、质量提升，而到了战国中晚期则进入衰落。出现在各类印纹陶器、夹砂红陶、泥质黑陶的纹样以及一些仿青铜礼器的瓷礼器则多具越国特色，不少窑址使用时间从商代延续到周代。现代发现的越国青铜器以农具最多，兵器次之，各类工具再次，礼器极少，农具品种繁多、门类齐全。而越国的造船工业历史同样可以和河姆渡文化联系在一起，造船业不仅服务于军事，还服务于民间交流，战国时期的五大港口碣石、转附、琅琊、会稽、句章越国有其三，控制了当时中国的海运事业:111-144。

### 商業
勾践的士大夫中就有范蠡、计然从事商业，计然是当时越国的经济主管，计然主张注重掌握气候、等候时机，运用价格调节手段改革越国经济，从而“农末俱利”“越国炽富”，商业的发展也是越国兴盛的原因之一。越国原来定都于丘陵地带，在勾践时代迁都于“平易之都”“四达之地”的会稽山阴城池，水陆交通便利，为越国战胜吴国、北上中原以及发展国内和对外经济提供了条件。:186-200

## 军事

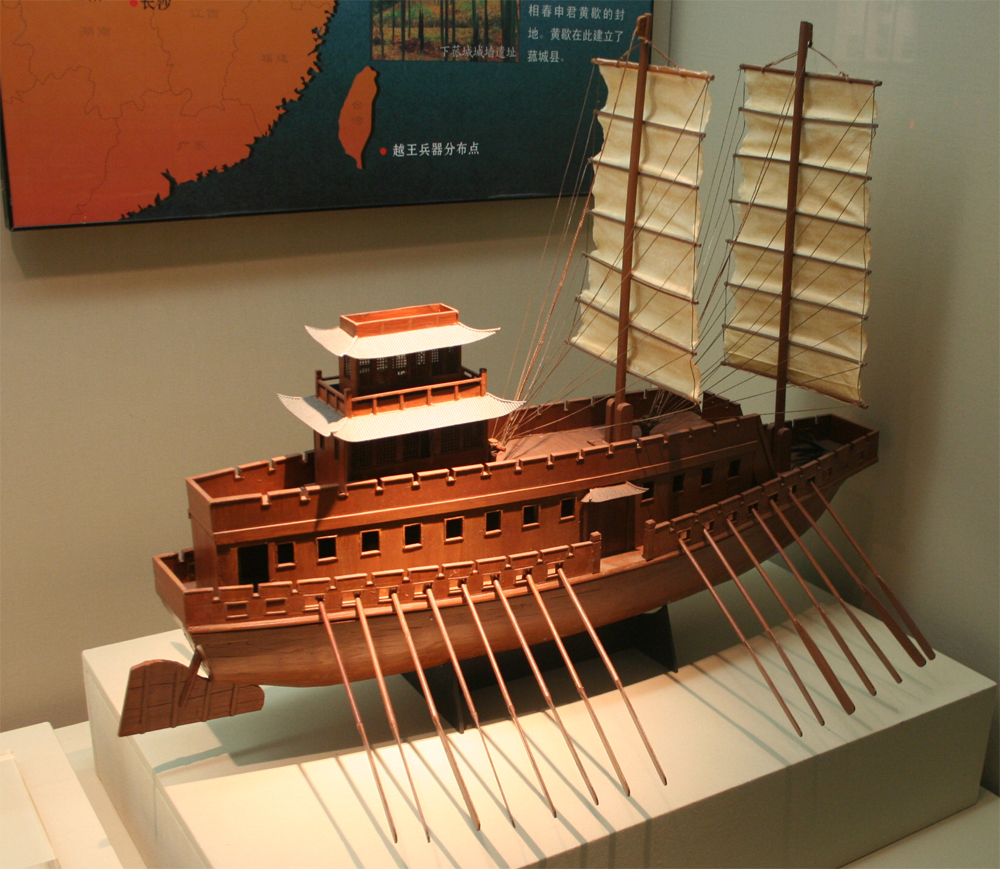
越國戰艦模型

越國在滅國之際實施軍事改革，實行“兵農合一”、“全民皆兵”的兵役制度，並對軍制進行改革，才得以戰勝吳國。《國語·吳語》記載勾踐伐吳決戰前，曾經徵召舉國能戰之人到國都門外集合，並允許“有父母耆老而無昆弟者”（父母年紀大的獨生子女）、“有兄弟四五人皆在此者”（家中四五個兄弟已經入列的人）、“有眩瞀之疾者”（眼花的人）、“ 筋力不足以勝甲兵、志行不足以聽命者”（力氣小、意志薄弱、難以使用兵器和聽從命令的人）四類人不參加軍隊，可見越國軍隊平時務農，臨時全民徵召，且無論年紀多少、獨生與否都需要應徵。這一軍事制度與勾踐採取的國家授予田地的制度有關，士兵可以從國家領取土地養活自己，也因此需要響應國家命令參加軍隊，正如勾踐在笠泽之战前對軍隊說的“食土不均，地之不修，內有辱于國，是子也；軍士不死，外有辱，是我也”。:44-46

越國的水軍十分重要，設有軍港和訓練營地，越人進攻吳國大多通過水路進發，吳越決戰也是在水上進行，在徵吳之初就有發兵習流兩千，遷都琅琊動用了樓船兵卒兩千八百人，遷都琅琊後則至少有軍士八千、戰船三百，埋葬文種用了樓船兵卒兩千人，水軍的規模在春秋戰國諸侯國中非常龐大。越國的步兵是軍隊的主力，越軍步兵不僅有臨時徵召兵，還有公族、士大夫組成的常設禁衛軍，以及地方兵。勾踐治軍獎賞分明，紀律嚴明，受到軍隊擁戴，軍隊蹈死不顧。:46-52

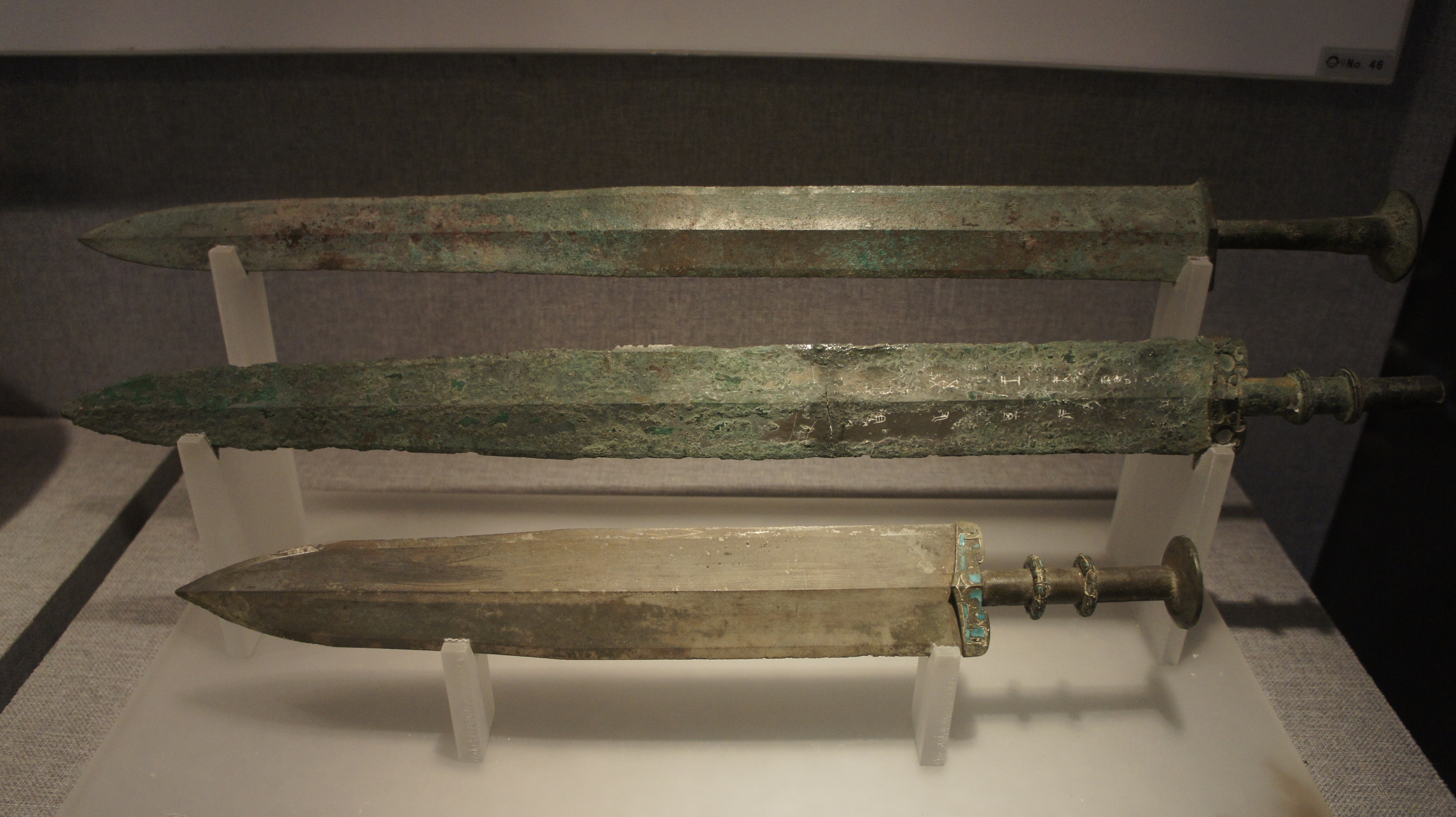
吴国和越国的青铜剑

越国的兵器制造业发达，越国是先秦金锡等冶炼原材料的主要产地之一，越人善治刀剑是西汉以前一般人公认的事实:89-132，《周礼》《庄子》《战国策》《淮南子》等书中都高度评价越国兵器质量，越国还有治剑名匠欧冶子，相剑家薛烛，精于剑术者“袁公”“越女”等与兵器有关的名人:229。今天出土的越王勾践剑则已被证实采用了硫化铜反腐技术，并且越人当时已经掌握了复合金属工艺这一近代才推广之技术:231。

## 疆域及統治中心
对于越王允常之前，即春秋晚期以前的越国领土，学界存在争议。支持“越为禹后”者中例如何光岳先生认为越国是不断南迁的夏族后裔，越人最初的聚集地是今天安徽省淮河流域的涂山，涂山即越国原初之会稽山，越国在商末周初还在长江以北的江淮流域定居，而到了春秋时期才到达今天的浙江宁绍平原地区定居，并将会稽山地名移植。而支持“土著说”的许多学者，如林華東等把史前时代的河姆渡文化、良渚文化等文化归于越国先民创造，根据这一线索推断越国疆域即古越族初始的活动区域，也就是浙江境内的杭嘉湖平原、宁绍平原、金衢丘陵地带；也有人认为吴越既然属于同一民族，越族活动区域也可能包含吳國的领土，因此只把会稽一带視為越國的早期領土。
在越王允常在位期間，越國國土東至於鄞（今浙江省寧波市市區附近），西抵姑篾（今浙江省東陽市、龍游縣一帶），北沿錢塘江、御兒（今浙江省桐鄉縣崇福鎮一帶），南到句無（今浙江省諸暨市、義烏市界）。而到了勾踐戰敗後，越國保留的領土只有東西百里，東到炭讀（今浙江省紹興市柯橋區上蔣鄉一帶），西抵浦陽江，南界於會稽山，北瀕大海。越國遷都琅琊時國土兼有吳國、越國故地，北與泗水流域小國以及齊國、魯國接壤，在江淮流域和楚國接壤，南可以到今天的江西省、福建省北部，勢力範圍遍及今天的山東、安徽、湖北、湖南、江西、福建，稱霸一時。楚破越後，楚國直取錢塘江以西土地，越國疆域一分為二，北部仍在琅琊一帶固守，南部退回錢塘江以東的越國故地。公元前262-252年，楚考烈王攻破琅琊，越國遺民大量南遷會稽，越國此時仍保有故地浙東及福建北部、江西北部勢力範圍。
越國都城有秦余望南、埤中、大越、姑蘇、琅琊等處。据《越绝书》秦余望南是越国初封国君无余的都城，而晋孔曄《会稽记》亦称“（秦望山）山南有嶕峴，峴裏有大城，越王無餘之舊都也”，而今天的紹興秦望山山下兰亭乡仅仅保留了大嶕岭、黄峴村的地名，并没有实际的城市遗迹。埤中是允常营造的越国都城，“埤中”本意是低洼盆地之处，南朝孔灵符《会稽记》称在诸暨县东北一百七里，當時遗址尚存，埤中在夫椒之战后埤中为吴国占领，损毁严重，勾践因此不得不迁都到平阳。平阳即《越绝书》所谓“会稽山上城”，埤中失守后勾践带领五千残兵在会稽山上坚守所作，清代学者毛奇龄考证为今绍兴平阳村，当地确有发现越国时期的器物遗迹。今天的绍兴府故城即勾践小城，勾践在公元前490年回国后营造此城，这也是越国历史上第一座正式的国都，此外还有小城东面营造了城郭，不过在王莽执政期间被毁。:146-159吳國滅亡後，越國短暫徙治姑蘇，據《吳越春秋》記載伐吳次年前472年越國遷都琅琊，而今本《竹书纪年》稱是在晋出公七年（前468年），勾踐之後幾代國君都在此經營，但也有人認為琅琊僅僅屬於經營北方的軍事陪都性質或者否認越國長期定都此處。對於琅琊的位置，世人多有爭議，林华东等人認為是在今天的山東青島琅琊山附近，另有人認為是在今天的連雲港附近。越國內部的內訌以及北方的壓力迫使越國最終於公元前379年遷都姑蘇，隨後一系列內亂以及無強為楚國擊敗導致越國衰敗。也有人根據越王差徐戈銘文推測遷都姑蘇是在初无余在位期間才實施。無強以後越國或是分裂，都城之缺乏記載。

## 文化

### 语言文字

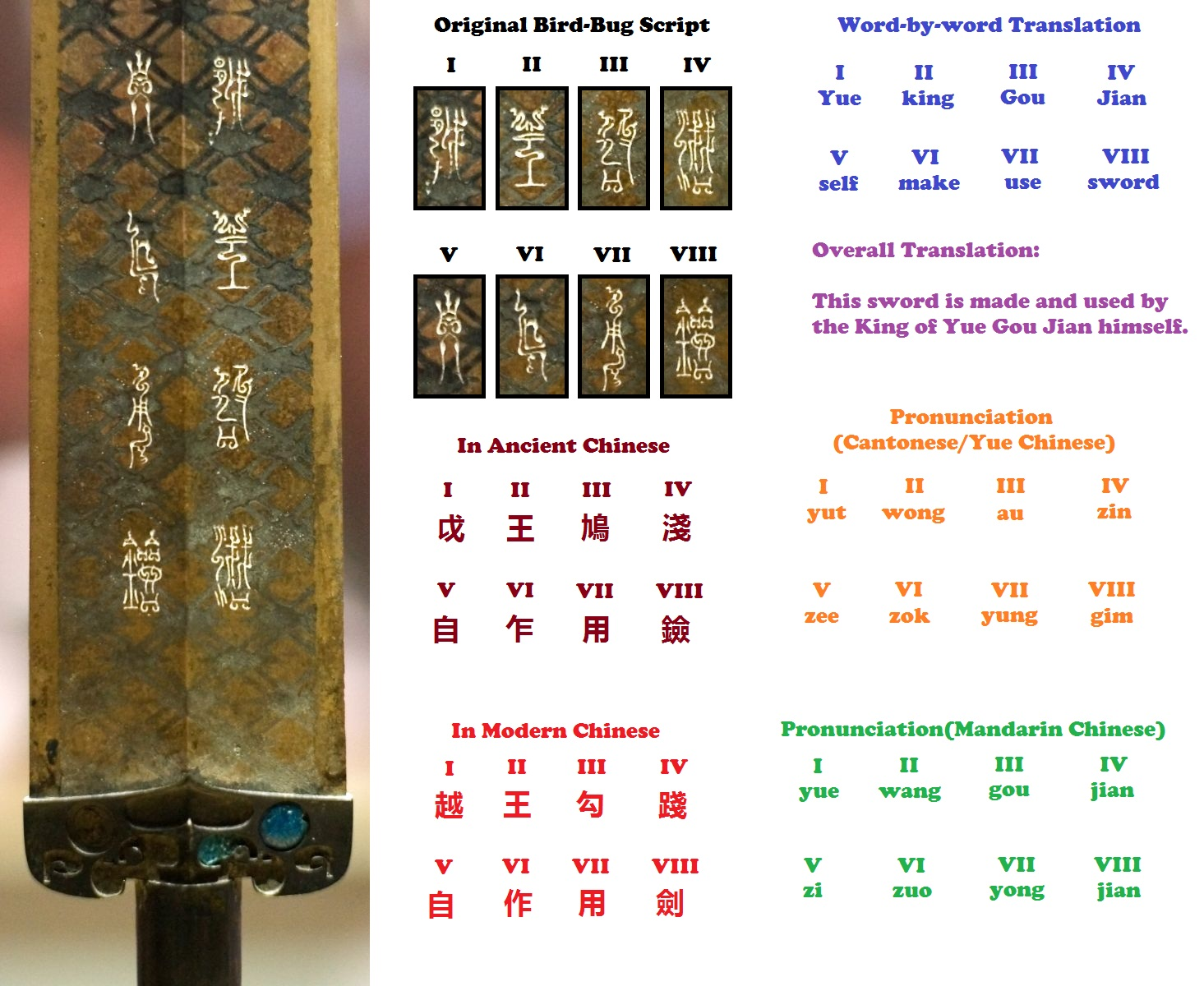
越王勾践剑金文鸟书解析

越国所通行的语言，與中原諸國不同，时人多称“鸟语”。存世至今最主要的古越語文獻一則《越人歌》，二則勾踐《維甲令》。日本學者泉井久之助、中國學者韋慶穩、鄭張尚芳、周溪流等人將《說苑》中保存的《越人歌》音譯和翻譯分別與現代的南島語的占語和侗台語的壯語、泰語比較，主流認為和今天的侗台語較為相似，和南島語也有一定聯繫，和沙加尔等學者主張的漢藏語系、南島語系、侗台語系存在聯繫的假說相契合。梁啟超根據《維甲令》推斷古越語是一種復音語，和古漢語不屬於同一種語系；林惠祥則認為古越語屬於黏著語，一字多音，故北方漢語需要用多字對應越語一字。同時《維甲令》也顯示古越語和漢語構詞方法不同，會將形容詞或者副詞置於名詞或動詞前，例如地名“朱餘”對應鹽官但對應鹽的“餘”在詞末。董楚平、羅漫等學者認為古漢語中諸如“帝堯”“帝舜”“大禹”等稱謂即來自於越語，漢語正式當如“黃帝”“炎帝”，推測夏商時期越語在中原也有一定勢力。古越語雖然在漢語的衝擊下逐漸解體，但其對今天漢語方言的吳語、粵語、閩語等產生影響，山東、江蘇、浙江等地區仍存在大量越語地名，較為確定來自越語的地名有上虞、濮陽、諸城等。:494-500
越人所使用的文字在古書中缺乏描述，但吳越出土青銅器上的文字學者多稱“鳥書”或“鳥蟲書”“鳥篆”。漢代的《說文解字》《漢書》晉代的《四體書勢》等文獻都有提到過這一種書體，鳥書即以篆書為本、寓鳥形於筆畫中的一種美術字體。出土文物顯示鳥書最早追溯到公元前526年，最晚可以到404年，流行於長江中下游地區並影響中原地區，見於吳國、越國、楚國、蔡國、齊國、宋國、徐國、曾國文物，流行不過200年。越國是鳥書出土最豐富多樣的國家，越國和其它出土鳥書國家不同的是出土的絕大多數青銅器都是存在鳥書，鳥書的流行可能與自史前就行於越地的鳥崇拜信仰有關。:505-512

### 文學藝術

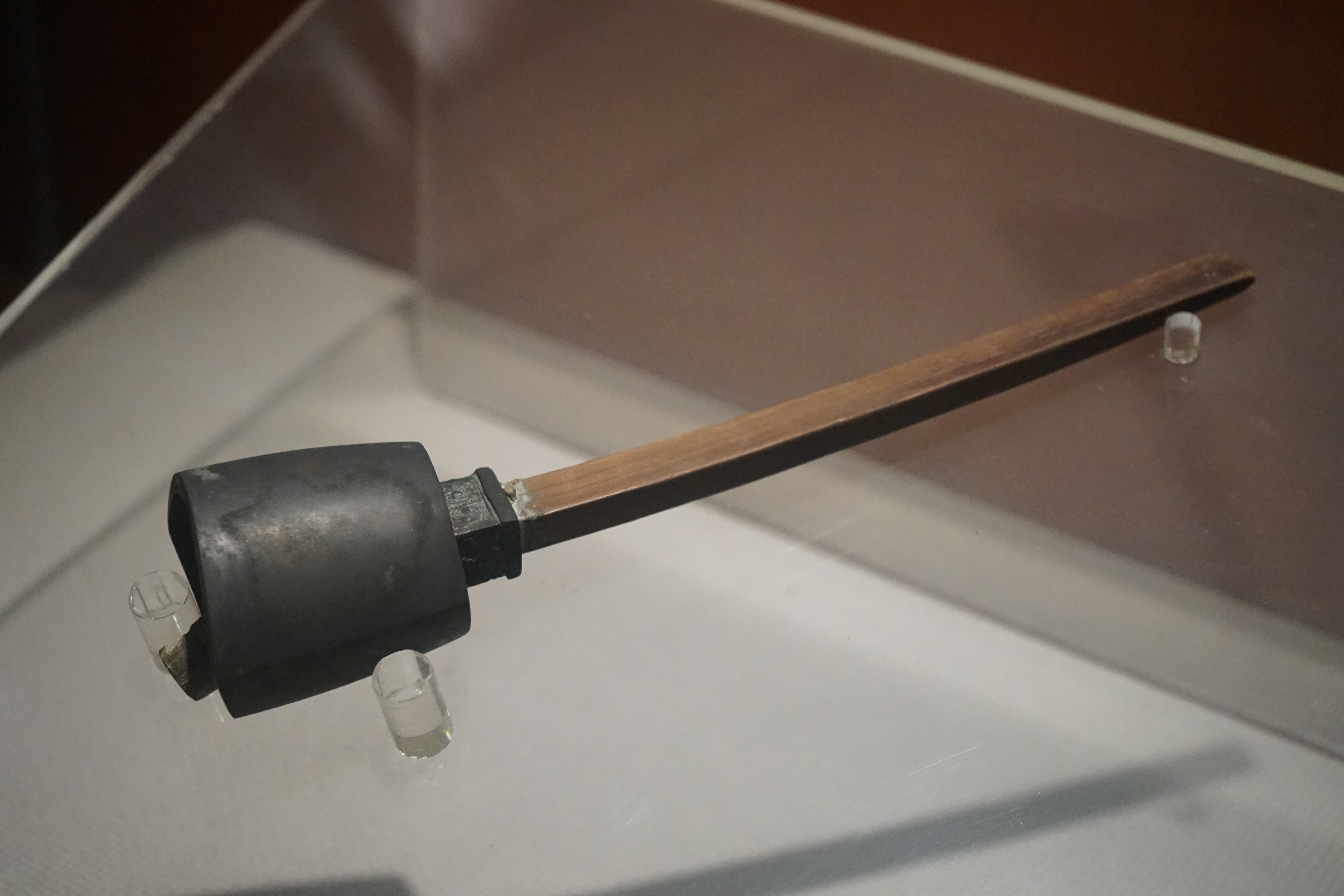
出土于绍兴印山越国王陵的铜铎

越人詩歌起源極早，《吳越春秋》有載《彈歌》“断竹，续竹；飞土，逐宍”八字，傳其為黃帝時歌謠，《呂氏春秋》記載大禹時期的《侯人歌》、《吳越春秋》記載同一時期的《塗山之歌》，都是記述大禹與塗氏女之間的故事，《樂府詩集》有記載有傳為大禹作的《禹上會稽》，《吳越春秋》還記載有勾踐夫人送別勾踐去吳時的《怨歌》、伐吳前的《軍士離別詞》、伐秦返回的《河梁之詩》、慶祝伐吳勝利的《伐吳之曲》、百姓的《採葛之歌》，出土的者旨鐘銘文還記述了一首宴樂歌，但最為真實直接的莫過於《說苑》記載的《越人歌》，全文皆為越語並有越語翻譯:512-527。除去民歌民謠，越國時期主要流行銘文、散文、頌詞三種文體，銘文一般比較短小、簡潔、押韻，《吳越春秋》記載的文種的頌詞也和銘文體例相似，先秦諸子散文中有《范蠡》二篇、《大夫種》一部，但都沒有完整保留下來，《越絕書》是歷史散文的代表。
就目前考古发现来说，越国青铜礼器中乐器占比极大。錞于和铙都是具有越族特色的乐器，而绍兴出土的伎乐铜屋内有鼓师、琴师、瑟师和歌伎的陶俑，再现了当时越国人组合演唱的场景。不像吴国季札乐于欣赏中原音乐，《吕氏春秋》记载越王喜好越国本地的“野音”，而不喜欢中原地区的乐曲。句鑃是吴国和越国独有的乐器，“句鑃”两字本自出土铭文“商句鑃”，系古越语，文献、字书都没有记载，主要用于越人的乐舞，越人的乐舞在当时相当发达。:231-241

### 信仰民俗

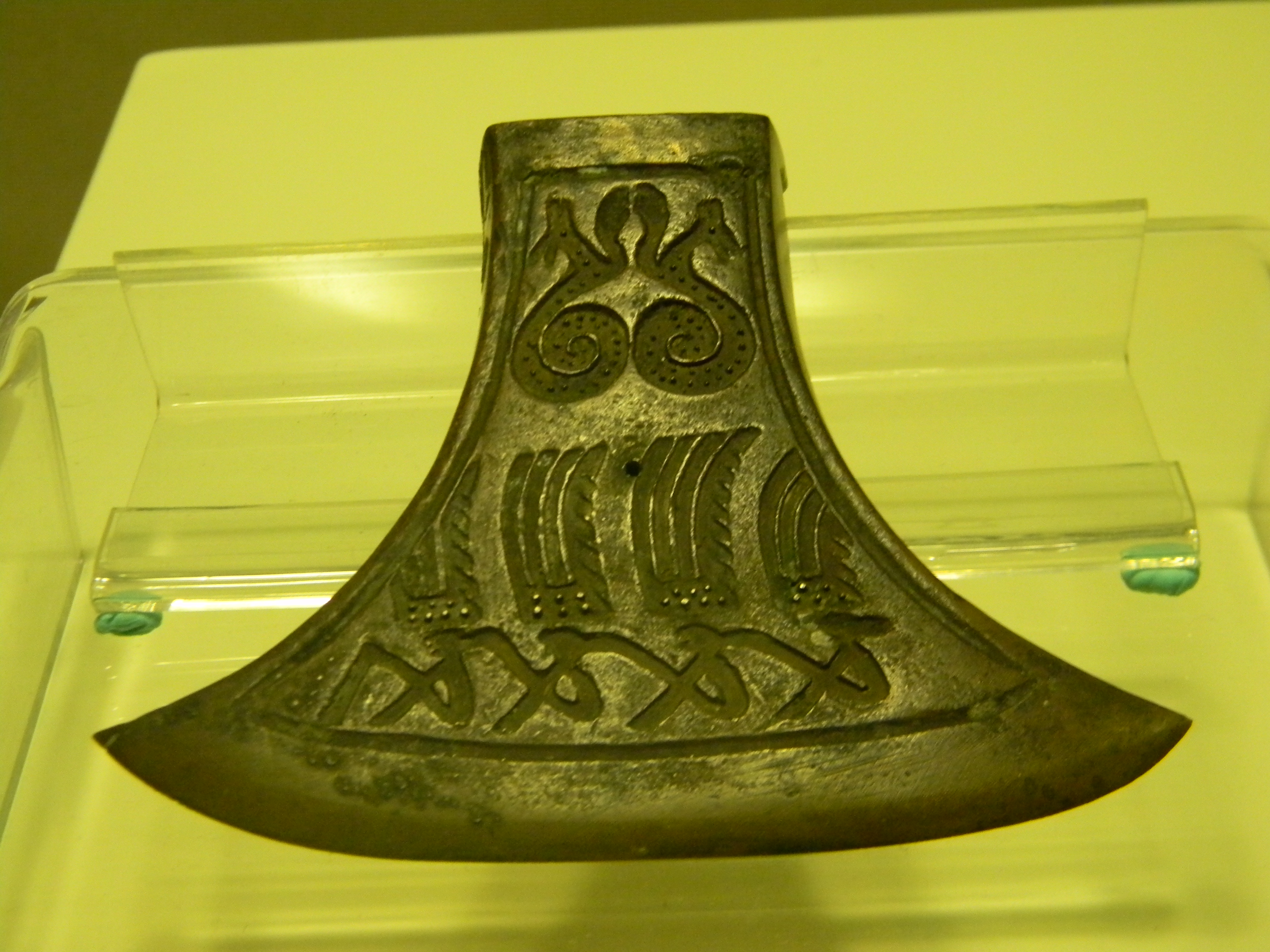
宁波博物馆藏战国时期“羽人划舟”铜钺

吴越地区崇拜鸟的历史由来已久，早在7000年前的河姆渡文化就出土过鸟日同体的象牙板，四五千年前的良渚文化中被普遍信仰的宗教神就是羽冠鸟爪，而直到东汉画砖上还存在者鸟、日、人三位一体的图画，证明了当时存在着有关于鸟的神话。除了鸟神话外，吴越地区还存在“羽民”传说，《山海经》《楚辞》等文献均有提及，而1976年出土于宁波的春秋战国青铜钺上就画着“羽人划船”的画面，发现于1989年的江西杨越商墓中还出土了完整的玉羽人。《越绝书》也提到越国海滨鸟代人种田的故事。而出土的春秋战国文物中，也曾出土过鸠杖等与鸟有关的文物，晋代人还曾记述勾践入国时的丹鸟吉兆、越人称治鸟为越祝之祖等内容。从史前一直到五代时期，越地都存在着崇拜鸟的习俗，时间跨度长达五千余年。:211-231对龙蛇的崇拜也在越地流行，颜师古称“越人断发文身以像龙子”，出土的越国文物也常有蛇纹。除了有关鸟、蛇的崇拜，越地还留下着对大禹、防风氏的祭典和传说:242-245。
吴越两国“断发文身”的习俗史书记载颇多，《战国策》中就用“被髪文身，錯臂左衽”“黑齒雕題，鯷冠秫縫”来形容吴越地区的特殊习俗，陆树枬先生亦称吴越地区人民可能由于江南海滨临水的居住环境断发文身以躲避龙蛇之患，文身多为鱼龙、飞仙、鬼神，同时文身也有荣誉的意义在内:148-153。越人流行铜铎，自秦代以来越地多出土铜铎，除越地和今天的日本西部别处鲜有发现，用途可能和农业祭祀有关:103-108。

## 对外交流
越国对外交往主要集中在吴国、徐国、楚国、中原等地区。越国与吴国的交往由来已久，根据《越绝书》《吕氏春秋》等文献以及出土文物显示，吴国和越国在习俗、语言等方面存在共同点，同样断发文身、习水便舟，男女可以同川而浴，两地流行土墩墓葬，金属冶炼、水稻种植业也同样发达。越国与淮夷中的徐国交往密切，郭沫若猜测越地可能本是徐人土地，绍兴出土的青铜戈上曾经记载越王允常先称王后辅佐徐国称王，2003年绍兴出土的青铜甬钟上自铭其主“徐王旨后之孙足利次留之元子”，安徽出土的者旨於睗戈也自称越王是徐侯之王，今天的浙江多地都留存徐偃王庙。越国和楚国本是同盟抗吴，越国人可以在楚国获取官职，越国军队跟随楚国出战，越国还参加楚平王即位的内乱，勾践灭吴之初越国主动将淮上土地交还楚国，但随着越、楚矛盾加深，越国和楚国在泗水流域对峙，在越王无强时两国终于开战并且越国战败，楚国也因此学习到越国的冶炼、种植等技术。越国自伐吴以来和中原诸国接壤，贸易、物资交往密切，越国还是周天子承认的方伯，鲁国和越国一度得以联姻，越国还干预了三桓放逐鲁哀公并且鲁哀公最终流亡越国。:675-690

### 吴国
早在1905年，梁启超就开始论证吴越两国或为同一民族——吴越族。就语言习俗而论，《吕氏春秋》《吴越春秋》都有“习俗同，言语通”“同音共律，上合星宿，下共一理”的记载，在其它史料中吴越都被中原看作是蛮夷，两国国号“于越”“句吴”都属于夷语发声，而在西汉扬雄的《方言》一书中也显示吴越方言接近。同时两国在农业、制造业方面也有相似之处，都种植稻谷为食物，自新时期时代以来两国出土的农具形制基本一致，在《周礼》中吴越的金锡、铸件都属于上等，而出土青铜器纹饰都在尺寸、形制等方面都基本相同，而陶瓷更是完全一致，都带有几何印纹。可以肯定吴人和越人在经济方面有着联系。在断发文身、凿齿、黑齿等方面，两国记载也基本一致，而这些习俗不仅存在于史书中，还能够在新石器时代的考古发掘中得到确认。《汉书》还称吴越人习于水上作战，两族都凶狠好斗，以至于“自汉初定已来七十二年，吴、越人相攻击者，不可胜数”。
虽然吴国和越国被认为习俗相近，但由于地缘因素，吴越均处于三江五湖之地，土地资源稀少，因而相互为了仅有的土地大打出手，互为仇敌。在楚国和晋国的争霸过程中，晋国联合吴国对抗楚国，而弱小的越国只能寻求楚国的帮助以抵御吴国。在楚国的帮助下，越国最终灭亡了吴国。

### 楚国及中原各国
在整个春秋时期，越国为了与强大的吴国对抗而长期结好楚国，越国的许多重臣，例如范蠡、文种都来自于楚国；而越国在双边关系中虽然处于进贡不止，献予财货和美女，以求回报的劣势地位，但也越国获取到不少好处，楚国为了对抗吴国极力支持越国，吴国也将战争的矛头主要对准楚国而非越国，越国在夹缝中得到了发展机会，并在楚国的牵制之下最终成功灭亡了吴国，成为了春秋最后的霸主。
越国在称霸以后，势力扩展到泗上地区，与齐国、楚国在泗水、淮河流域展开角逐。勾践在称霸以后将吴国夺取的淮河流域交还给楚国，并且举国迁都北方的琅琊，而楚国也借着越国灭亡吴国向东扩张吞并了泗水流域，由此开始越国和楚国开始了时长200多年的战争。公元前445年，楚国插入泗水以东、齐鲁之间灭亡杞国；前431年，楚国灭亡了琅琊西北、齐国以南的莒国；越国也不甘示弱，在前414年灭亡滕国，次年灭亡郯国；齐国也紧随其后，在412年占领了路过以南的莒国和安阳。然而越国的国力经过常年争霸渐处劣势，楚人并未因为越国的进攻而离开琅琊一带，加之越国的内乱不休，越国最终不得已迁都回到故地的姑苏。
无疆即位后重新振兴了越国，向北进攻齐国，在齐国挑唆下又向西进攻楚国，遭致惨败，为楚国所杀。无疆死后，楚国为了与越人征战，在边界的州来、广陵和巢修筑城防，越人则凭借水军的优势，战况有利的情况下一鼓作气，不利则迅速撤退，常常击败楚国；楚国对越国战争中损失惨重，民怨沸腾；越人的威胁也影响到了楚国在中原的军事行动，运送物资支援了与楚国敌对的魏国，还在战国后期牵制了楚国领导的五国攻秦行动。越国在战国后期仍见诸《战国策》《韩非子》等史料，被视为过于偏远的富强之国，攻取于中原无利。楚国派春申君与越人在姑苏一带对峙，春申君重修了化为废墟的姑苏城。战国末期，《战国策》《韩诗外传》记载，面临各国为秦国灭亡的局面，越和楚化敌为友，与赵国、燕国一同对抗秦国，然而同盟为秦国破解。秦国灭亡楚国之后，灭亡了越君，以越国故地置会稽郡。

### 海外
当时的江浙地区都属于广泛的印纹陶文化区域，印纹陶文化属于学界公认的百越民族特征。而根据出土陶器、石制工具、黑齿纹身等习俗的考证，印纹陶文化最早出现在吴越两国的势力范围，后来南下传播到福建地区的东山文化，向东传播到了台湾，最后影响到了中南半岛、马来半岛、菲律宾群岛、南洋群岛等地，而这一文化的青铜剑甚至影响到了台湾北部，吴越文化的石锛、石斧也和南岛民族相联系，暗示了吴越地区曾与这一地区存在着海外贸易。
《越绝书》记载，秦始皇灭亡楚国以后百越叛乱，秦始皇最终巡游越地、祭祀刻碑，并且发配大批囚犯到属于“内越”的会稽郡以防备东海之外仍不臣服於秦的“外越”。《三国志》等文献中，夷洲與山越、安家之民有着许多相似之处并可能存在联系。《隋书》记载“流求人初见船舰，以为商旅，往往诣军中贸易”，其与隋朝往来相当密切；台湾原住民中平埔族和噶玛兰族也有自称迁移自高山以西的传说。

## 越國君主列表
吳越君主名号众多，对此学界有两种假设：一则其名一种为中原的华式名字，另外一种则是越国的夷式名字；二则其名一种为死谥，另外一种为生称。因为谥号亦源自中原地区，所以《吴越题铭研究》采用前一种说法解读：華式名字和夷式名字有對音或對意的關係，如不壽另外一名“盲姑”和金文的“丌北古”屬於對音關係，“姑”屬於虛詞可以捨去且“盲”可以通“亡”，因此“盲姑”和“不壽”意義對應；越王翳，金文名為“不光”，和“翳”意義對應；越王朱句的金文名“州句”即中原地區常見的“州仇”“州鳩”，屬於華式名字；越王鼫與，其另外一名“與夷”與春秋宋殤公同名，也屬於華式名字。
| 君主名字        | 君主名字        | 君主名字                           | 君主名字         | 君主名字              | 在位时间                               | 在位时间               | 備註 |
| 史記            | 竹書紀年        | 越絕書                             | 吳越春秋         | 青铜器金文            | 《越国史稿》:288（2010年）             | 《六国纪年》（1956年） | 備註 |
| --------------- | --------------- | ---------------------------------- | ---------------- | --------------------- | -------------------------------------- | ---------------------- | --- |
| 無餘            |                 | 無餘                               | 無餘             |                       |                                        |                        | 夏少康之庶子 |
|                 |                 |                                    | 無壬             |                       |                                        |                        | （传说）無餘君之苗裔，復繼大禹陵祭                                                                                                  |
| 無瞫            | 無壬之子        |                                    |                  |                       |                                        |                        | |
| 無譚            |                 | 夫鐔                               | 夫譚             |                       | 前565年－前538年                       | 前565年－前538年       | 无瞫之子 |
| 允常            |                 | 允常                               | 元常             | 得居 者旨             | 前538年－前497年                       | 前538年－前497年       | 夫譚之子 |
| 句踐            | 句踐 又名菼執   | 句踐                               | 句踐             | 戔 淺                 | 前497年－前465年                       | 前497年－前465年       | 允常之子 《系年》作“句戔” |
| 鼫與            | 鹿郢            | 與夷                               | 與夷             | 者旨於睗              | 前464年－前459年                       | 前464年－前459年       | 勾踐之子 《左传》作“適郢” |
| 不壽            | 不壽 又名盲姑   |                                    | 不壽             | 丌北古 丌古 不壽 無壽 | 前458年－前449年                       | 前458年－前449年       | 鼫與之子 |
| 翁              | 朱句            | 子翁                               | 翁               | 州句 州丩             | 前448年－前412年                       | 前448年－前412年       | 不壽之子，弒君繼位 |
| 翳              | 翳              | 不揚                               | 不揚             | 者旨不光 旨殹 不光    | 前411年－前376年                       | 前411年－前376年       | 翁之子 清華簡《系年》作“越公殹” |
|                 | 诸咎            |                                    |                  | 者叴 者句             | 前376年                                | 前375年                | 翳之子，弒君繼位，越人杀之 |
| 錯枝 又名孚錯枝 |                 | 前375年                            | 前372年          | 諸咎之子，吳人擁立    |                                        |                        | |
| 之侯            | 初無余 又名莽安 | 差䣄 者差其余                      | 前374年－前362年 |                       | 翳之子，大夫寺區平叛後擁立             |                        | |
|                 | 無顓 又名菼蠋卯 | 舞鼍 旨卲豕蒥                      | 前362年－前355年 | 前350年－前343年      | 之侯之子，无疆之兄；寺區弟弟思弑君拥立 |                        | |
| 無彊            | 無彊            | 無彊                               | 無彊             |                       | 前342年－前333年                       | 前342年－前333年       | 《史记》稱之侯之子，《吴越春秋》稱翳之子，《史记索隐》称無顓之弟，為楚威王所殺，杨宽考证称楚破越发生在前306年，无彊是为楚怀王所杀。 |
|                 |                 | 之侯                               | 玉               |                       |                                        | 無彊之子，自立为君长   | |
| 尊              | 尊              | 玉之子，君长                       |                  |                       |                                        |                        | |
| 親              | 親              | 尊之子，君长，失琅琊，或称國為楚滅 |                  |                       |                                        |                        | |
| （无考）        |                 |                                    |                  |                       |                                        |                        | |
| 搖              |                 |                                    |                  |                       |                                        |                        | 闽君，無彊後七世 |

## 其他人物
公子
- 越公子倉，夫谭或允常子（《左傳·昭公廿四年》）
- 諸咎，越王翳太子（古本《竹書紀年》）
- 豫，越王翳弟（《呂氏春秋》）

诸臣
- 常壽過
- 胥犴《左傳·昭公廿四年》
- 壽夢《左傳·昭公廿四年》
- 靈姑浮《左傳·定公十四年》
- 文種
- 范蠡
- 疇無餘《左傳·哀公十三年》
- 謳陽《左傳·哀公十三年》
- 諸鞅，一作諸稽郢
- 皋如
- 舌庸，原誤作（《左傳》哀公二十七年）
- 伯嚭（原吳人）
- 計然
- 逢同
- 苦成
- 曳庸
- 寺區（古本《竹書紀年》）
- 寺思（古本《竹書紀年》）

女性
- 西施

## 流行文化

### 小说
- 《越女剑》，1970年出版金庸武侠小说

### 電視劇
- 《争霸》，2006年香港TVB古装剧
- 《越王勾践》，2007年中国大陆历史剧
- 《卧薪尝胆》，2007年中国大陆历史剧
- 《西施秘史》，2012年中国大陆改编剧
- 《英雄》，2013年中国大陆古装剧

## 延伸阅读
[在维基数据编辑]
 《史記/卷041》，出自司馬遷《史記》

### 引用
1. ↑  . 中国科普展览. 中国科学院.   [2023-02-05]. （原始内容存档于2023-02-05）.
2. ↑  《吳越春秋·勾踐伐吳外傳》「從無余越國始封，至餘善返越國空滅，凡一千九百二十二年。」按餘善的閩越國亡於公元前111年，從公元前111年起上溯，姒少康之子姒無余受封時間在公元前2032年。
3. ↑  《史記·卷六·秦始皇本紀第六》始皇二十五年，降越君，置會稽郡。
4. ↑  孟文镛. . 绍兴文理学院越文化研究院. 2008-11-03  [2019-07-26]. （原始内容存档于2019-07-26） （中文（简体））.
5. ↑  杨宽.  1. 上海: 上海人民出版社. 2003. ISBN 7208045372. OCLC 52618108.
6. ↑  《春秋》定公五年：「於越入吳。」
《公羊傳》：「於越者，未能以其名通也。越者，能以其名通也。」
何休疏：「越人自名『於越』，君子名之曰『越』。治國有狀、能與中國通者，以中國之辭言之曰『越』；治國無狀、不能與中國通者，以其俗辭言之，因其俗可以見善惡，故云爾。」
7. ↑  《大戴禮記》卷7〈勸學〉：「於越戎貉之子，生而同聲，長而異俗者，教使之然也。」
8. ↑  . www.wuyuescripts.com.   [2019-07-23]. （原始内容存档于2019-07-23）.
9. 1 2 3 4 5 6 7 8 9 10 11 12 13 14 15 16 17 18 19 20 21 22 23 24 25 26 27 28 29 30  孟文镛.  1. 北京: 中国社会科学出版社. 2010: 715. ISBN 9787500480624. OCLC 639157035.
10. 1 2 3 4 5  董楚平.  1. 杭州: 浙江人民出版社. 1988: 367. ISBN 7213002201. OCLC 45634491.
11. ↑  據《史記·越王句踐世家》張守節「正義」引賀循《會稽記》：「少康，其少子號曰於越，越國之稱始此。」（見《史記》，北京中華書局1992年版，ISBN 7-101-00304-4。）另外，據《春秋經·定公五年》「於越入吳」條，杜預注解說：「於，發聲也」，亦即是說「於」字是用作發聲的字而已。（見楊伯峻《春秋左傳注》，北京中華書局2000年版，ISBN 7-101-00262-5。）
12. ↑  《公羊传·定公五年》：於越入吳。於越者何？越者何？於越者，未能以其名通也。越者，能以其名通也。
13. 1 2  陈国灿. . 浙江师范大学学报. 2006, 31 (5): 40-45  [2019-07-25]. doi:10.3969/j.issn.1001-5035.2006.05.007. （原始内容存档于2019-07-25）.
14. 1 2 3 4  吴越史地协会编. . 上海: 江苏研究所. 1937: 388.
15. ↑  毛颖、张敏，《长江下游的徐舒与吴越》，湖北教育出版社，2005
16. ↑  衛聚賢《吳越文化叢論》，中國上海文藝出版社，1937年。
17. 1 2  辛土成,严晓辉. . 厦门大学学报：哲学社会科学版. 1984, (3): 124-130  [2019-07-27]. （原始内容存档于2019-07-27）.
18. 1 2  谷因. . 贵州民族研究. 1994, (3): 89-97  [2019-07-23]. （原始内容存档于2019-07-23）.
19. 1 2 3  《史記·越王勾踐世家》：越王句踐，其先禹之苗裔，而夏后帝少康之庶子也。封於會稽，以奉守禹之祀。文身斷發，披草萊而邑焉。後二十餘世，至於允常。允常之時，與吳王闔廬戰而相怨伐。允常卒，子句踐立，是為越王。
20. 1 2  《吴越春秋·勾踐伐吳外傳·勾踐二十七年》：二十七年冬，勾踐寢疾將卒，謂太子興夷曰：「吾自禹之後，承元常之德，蒙天靈之祐，神祇之福，從窮越之地籍，楚之前鋒，以摧吳王之干戈。跨江涉淮，從晉齊之地，功德巍巍。自致於斯，其可不誡乎？夫霸者之後，難以久立，其慎之哉！」遂卒。
21. ↑  仓修良《关于谱学研究的几点意见》 历史研究 1997年 第5期
22. ↑  仓修良《史家·史籍·史学》 山东教育出版社 2000年 ISBN 7-5328-2942-1 989页
23. ↑  杨成槛. . 宁波大学学报（人文科学版）. 1995, 8 (2): 24-30.
24. 1 2  蒋炳钊. . 民族研究. 1981, (3): 63-72  [2019-07-23]. （原始内容存档于2019-07-23）.
25. 1 2  何光岳. . 浙江学刊. 1989, (03): 104–111  [2019-07-19]. ISSN 1003-420X. doi:10.16235/j.cnki.33-1005/c.1989.03.027. （原始内容存档于2019-07-19）.
26. ↑  杜金鹏. . 民族研究. 1991, (5): 72–78  [2019-11-10]. （原始内容存档于2019-11-10）.
27. ↑   童书业：《春秋左传研究（修订本）》，中华书局2006年8月第1版，第104页。
28. ↑  國分直一《日本民俗文化誌：文化基層與周邊之探索》，台大出版中心，2011年。
29. ↑  《春秋·昭公五年》：冬，楚子，蔡侯，陳侯，許男，頓子，沈子，徐人，越人，伐吳。
30. 1 2  杨俊; 李辉; 金建中; 金力; 卢大儒. . 中央民族大学学报：自然科学版. 2004, 13 (1): 60–69  [2020-05-18]. （原始内容存档于2020-05-18）.
31. 1 2  陈志坚. . 清华大学学报(哲学社会科学版). 2013, (4)  [2019-07-23]. （原始内容存档于2019-07-23）.
32. ↑  曹锦炎 《越王姓氏新考》，《中华文史论丛》，1983年3期。
33. ↑  庞春燕. . 中华瑰宝 (现代教育出版社). 2019-07-17. （原始内容存档于2020-05-23） （中文（简体））.
34. ↑  张荷. . 沈阳: 辽宁教育出版社. 1998: 281. ISBN 9787538214369.[永久]
35. ↑  《史记·夏本纪》：十年，帝禹东巡狩，至于会稽而崩……于是启遂即天子之位，是为夏后帝启。夏后帝启，禹之子，其母涂山氏之女也。
36. ↑  《左传·襄公四年》：夏訓有之曰，有窮后羿，公曰，后羿何如，對曰，昔有夏之方衰也，后羿自鉏遷于窮石，因夏民以代夏政，恃其射也，不脩民事，而淫于原獸，棄武羅，伯困，熊髡，尨圉，而用寒浞，寒浞，伯明氏之讒子弟也，伯明后寒棄之，夷羿收之，信而使之，以為己相，浞行媚于內，而施賂于外，愚弄其民，而虞羿于田，樹之詐慝，以取其國家，外內咸服，羿猶不悛，將歸自田，家眾殺而亨之，以食其子，其子不忍食諸，死于窮門，靡奔有鬲氏，浞因羿室，生澆及豷，恃其讒慝詐偽而不德于民，使澆用師，滅斟灌及斟尋氏，處澆于過，處豷于戈，靡自有鬲氏，收二國之燼以滅浞，而立少康，少康滅澆于過，后杼滅豷于戈，有窮由是遂亡，失人故也。
37. ↑  今本《竹书纪年·夏纪》：（后相）七年，於夷來賓。
38. 1 2  《吴越春秋·越王無余外傳》：禹以下六世而得帝少康。少康恐禹祭之絕祀，乃封其庶子於越，號曰無余。余始受封，人民山居，雖有鳥田之利，租貢纔給宗廟祭祀之費。乃復隨陵陸而耕種，或逐禽鹿而給食。無余質朴，不設宮室之飾，從民所居。春秋祠禹墓於會稽。
39. 1 2 3 4 5  《吴越春秋·越王無余外傳》：無余傳世十餘，末君微劣，不能自立，轉從眾庶為編戶之民，禹祀斷絕。十有餘歲，有人生而言語，其語曰鳥禽呼：嚥喋嚥喋。指天向禹墓曰：「我是無余君之苗末，我方修前君祭祀，復我禹墓之祀，為民請福於天，以通鬼神之道。」眾民悅喜，皆助奉禹祭，四時致貢，因共封立，以承越君之後，復夏王之祭，安集鳥田之瑞，以為百姓請命。自後稍有君臣之義，號曰無壬。壬生無瞫，瞫專心守國，不失上天之命。無瞫卒，或為夫譚。夫譚生元常，常立，當吳王壽夢、諸樊、闔閭之時。越之興霸自元常矣。
40. ↑  石钟健. . 贵州社会科学. 1983, (1): 58–67  [2020-05-19]. （原始内容存档于2020-06-04）.
41. ↑  《逸周书·王会解》：伊尹朝献，商书。汤问伊尹曰：“诸侯来献，或无马牛之所生，而献远方之物，事实相反，不利。今吾欲因其地势所有献之，必易得而不贵，其为四方献令。”伊尹受命，于是为四方令曰：“臣请正东符娄、仇州、伊虑、沤深、九夷、十蛮、越沤、鬋发文身，请令以鱼皮之鞞、𩶭鰂之酱、鲛瞂、利剑为献。正南瓯邓、桂国、损子、产里、百濮、九菌，请令以珠玑、玳瑁、象齿、文犀、翠羽、菌鹤、短狗为献。正西昆仑、狗国、鬼亲、枳已、闟耳、贯胸、雕题、离丘、漆齿，请令以丹青、白旄、纰罽、江历、龙角、神龟为献。正北空同、大夏、莎车、姑他、旦略、豹胡、代翟、匈奴、楼烦、月氏、孅犁、其龙、东胡，请令以橐驼、白玉、野马、騊駼、駃騠、良弓为献。”汤曰：“善。”
42. ↑  叶文宪. . 东南文化. 1990, (4): 111-115  [2019-07-23]. （原始内容存档于2019-07-23）.
43. ↑  孔令远. . 考古学报.   [2019-11-10]. （原始内容存档于2019-11-10）.
44. ↑  张钧德. . jianhu.so. 中国鉴湖研究会.   [2019-07-23]. （原始内容存档于2020-09-02） （中文（简体））. 其二，20 世纪 90 年代中期，绍兴某地同时出土 2 件越王青铜戈，均有铭文。字多的 一件有 30 余字，落入澳门某藏家，字少的一件藏绍兴越国文化博物馆，铭文为“戉王差 ( 佐 ) ，以其钟金铸其（拱）（戟）”。意为越王为了帮助徐，不惜将本打算铸钟的珍贵青 铜用来铸戈。澳门戈的铭文为“（越）邦先王……得居乍铸金就，差 之为王后……以乍其元用，以守（？）边土”。这在当时是一件了不起的国家大事！
45. ↑  梁志明 ;林华东. . 浙江学刊. 1999, (04)  [2020-05-17]. （原始内容存档于2020-05-18）.
46. ↑  《左传》（昭公三十二年）夏，吴伐越，始用兵于越也。
47. ↑  《吴越春秋》:（闔閭三年）闔閭聞楚得湛盧之劍，因斯發怒，遂使孫武、伍胥、白喜伐楚。子胥陰令宣言於楚曰：「楚用子期為將，吾即得而殺之；子常用兵，吾即去之。楚聞之，因用子常，退子期。吳拔六與潛二邑。（闔閭五年）五年，吳王以越不從伐楚，南伐越。越王元常曰：「吳不信前日之盟，棄貢賜之國，而滅其交親。」闔閭不然其言，遂伐，破檇里。
48. ↑  《吴越春秋》（阖闾十年）十年，秦師未出，越王元常恨闔閭破之檇里，興兵伐吳。吳在楚，越盜掩襲之。
49. ↑  《左传·定公十四年》：吳伐越，越子勾踐禦之，陳于檇李，勾踐患吳之整也，使死士再禽焉，不動，使罪人三行，屬劍於頸，而辭曰，二君有治，臣奸旗鼓，不敏於君之行前，不敢逃刑，敢歸死，遂自剄也，師屬之目，越子因而伐之，大敗之，靈姑浮以戈擊闔廬，闔廬傷將指，取其一屨還，卒於陘，去檇李七里，夫差使人立於庭，苟出入，必謂己曰，夫差，而忘越王之殺而父乎，則對曰，唯不敢忘，三年乃報越。
50. ↑  《史记·越王勾践世家》：元年，吳王闔廬聞允常死，乃興師伐越。越王句踐使死士挑戰，三行，至吳陳，呼而自剄。吳師觀之，越因襲擊吳師，吳師敗於檇李，射傷吳王闔廬。闔廬且死，告其子夫差曰：「必毋忘越。」
51. ↑  《史记·越王勾践世家》：吳既赦越，越王句踐反國，乃苦身焦思，置膽於坐，坐臥即仰膽，飲食亦嘗膽也。曰：「女忘會稽之恥邪？」身自耕作，夫人自織，食不加肉，衣不重采，折節下賢人，厚遇賓客，振貧弔死，與百姓同其勞。欲使范蠡治國政，蠡對曰：「兵甲之事，種不如蠡；填撫國家，親附百姓，蠡不如種。」於是舉國政屬大夫種，而使范蠡與大夫柘稽行成，為質於吳。二歲而吳歸蠡。
52. ↑  《史记·吳太伯世家》：王夫差元年，以大夫伯嚭為太宰。習戰射，常以報越為志。二年，吳王悉精兵以伐越，敗之夫椒，報姑蘇也。越王句踐乃以甲兵五千人棲於會稽，使大夫種因吳太宰嚭而行成，請委國為臣妾。吳王將許之，伍子胥諫曰：「昔有過氏殺斟灌以伐斟尋，滅夏後帝相。帝相之妃後緡方娠，逃於有仍而生少康。少康為有仍牧正。有過又欲殺少康，少康奔有虞。有虞思夏德，於是妻之以二女而邑之於綸，有田一成，有眾一旅。後遂收夏眾，撫其官職。使人誘之，遂滅有過氏，複禹之績，祀夏配天，不失舊物。今吳不如有過之彊，而句踐大於少康。今不因此而滅之，又將寬之，不亦難乎！且句踐為人能辛苦，今不滅，後必悔之。」吳王不聽，聽太宰嚭，卒許越平，與盟而罷兵去。……十八年，越益彊。越王句踐率兵伐敗吳師於笠澤。楚滅陳。
53. ↑  《吴越春秋》（夫差十三年）十三年，齊大夫陳成恆欲弒簡公，陰憚高、國、鮑、晏，故前興兵伐魯。魯君憂之，孔子患之，召門人而謂之曰：「諸侯有相伐者，丘常恥之。夫魯，父母之國也，丘墓在焉。今齊將伐之，子無意一出耶？」子路辭出，孔子止之；子張、子石請行，孔子弗許；子貢辭出，孔子遣之。……子貢曰：「君按兵無伐，請為君南見吳王，請之救魯而伐齊，君因以兵迎之。」……吳王曰：「善。雖然，吾嘗與越戰，棲之會稽，入臣於吳，不即誅之，三年使歸。夫越君，賢主，苦身勞力，夜以接日，內飾其政，外事諸侯，必將有報我之心。子待我伐越而聽子。」子貢曰：「不可。夫越之彊不過於魯，吳之彊不過於齊，主以伐越而不聽臣，齊亦已私魯矣。且畏小越而惡彊齊，不勇也；見小利而忘大害，不智也。臣聞仁人不因居，以廣其德；智者不棄時，以舉其功；王者不絕世，以立其義。且夫畏越如此，臣誠東見越王，使出師以從下吏。」吳王大悅。……至吳，謂吳王曰：「臣以下吏之言告於越王，越王大恐，曰：『昔者孤身不幸，少失前人。內不自量，抵罪於吳，軍敗身辱，逋逃出走，棲于會稽，國為墟莽，身為魚鱉。賴大王之賜，使得奉俎豆，修祭祀，死且不敢忘，何謀之敢？』其志甚恐，將使使者來謝於王。」
54. ↑  《史记·越王勾践世家》：其后四年，越复伐吴。吴士民罢弊，轻锐尽死于齐、晋。而越大破吴，因而留围之三年，吴师败，越遂复栖吴王于姑苏之山。……范蠡乃鼓进兵，曰：“王已属政于执事，使者去，不者且得罪。”吴使者泣而去。句践怜之，乃使人谓吴王曰：“吾置王甬东，君百家。”吴王谢曰：“吾老矣，不能事君王！”遂自杀。乃蔽其面，曰：“吾无面以见子胥也！”越王乃葬吴王而诛太宰嚭。
55. ↑  《史记·越王勾践世家》：句踐已平吳，乃以兵北渡淮，與齊、晉諸侯會於徐州，致貢於周。周元王使人賜句踐胙，命為伯。句踐已去，渡淮南，以淮上地與楚，歸吳所侵宋地於宋，與魯泗東方百里。當是時，越兵橫行於江、淮東，諸侯畢賀，號稱霸王。
56. ↑  《左传·哀公二十一年》：夏五月越人始来。杜预注：越既胜吴，欲霸中国，始遣使适鲁。《史记·六国年表》：（齐平公七年）越人始来。
57. ↑  《吴越春秋·勾踐伐吳外傳·勾踐二十五年》：秦桓公不如越王之命，勾踐乃選吳越將士西渡河以攻秦。軍士苦之，會秦怖懼，逆自引咎，越乃還軍。軍人悅樂，遂作『河梁之詩』，曰：“渡河梁兮渡河梁，舉兵所伐攻秦王。孟冬十月多雪霜，隆寒道路誠難當。陣兵未濟秦師降，諸侯怖懼皆恐惶。聲傳海內威遠邦，稱霸穆桓齊楚莊，天下安寧壽考長。悲去歸兮何無梁。”自越滅吳，中國皆畏之。
58. ↑  《越绝书·记地外传》：句踐伐吳，霸關東，徙瑯琊，起觀臺，臺周七里，以望東海，死士八千人，戈船三百艘。
59. ↑  白奚. . 哲学动态. 2018, (8)  [2019-07-26]. （原始内容存档于2019-07-26）.
60. ↑  王政冬. . 澎湃新闻. 2017-01-22. （原始内容存档于2019-07-26） （中文（简体））.
61. ↑  今本《竹书纪年·威烈王》：十一年，田公子居思伐邯鄲，圖平邑。於越滅滕。十二年，於越子朱勾伐郯，以郯子鴣歸。
62. ↑  肖梦龙. . 东南文化. 1990, (4): 95–99  [2019-11-10]. （原始内容存档于2019-11-10）.
63. ↑  今本《竹书纪年·威烈王》：十四年，於越子朱勾卒，子翳立。
64. ↑  《吕氏春秋·顺民》：齐庄子请攻越，问于和子。和子曰：“先君有遗令曰：‘无攻越，越猛虎也。’”庄子曰：“虽猛虎也，而今已死矣。”和子曰以告鸮子。鸮子曰：“已死矣以为生。”故凡举事，必先审民心然后可举。
65. ↑  《淮南子·原道訓》：“越王翳逃山穴，越人熏而出之，遂不得已。”註：“翳，越太子也。賢，不欲爲王，逃於山穴之中，越人以火熏出而立之，故曰遂不得已。”《抱朴子》：“越翳入穴以逃之。”《三國志·吳志·虞翻傳》注：“昔越王翳讓位，逃於巫山之穴，越人薰而出之。”《論衡·命祿》：“越王翳逃山中，至誠不願。自冀得代。越人熏其穴，遂不得免，強立爲君。”
66. ↑  今本《竹书纪年·安王》：二十三年，於越遷于吳。
67. ↑  陳逢衡.  二十五. 江都. 1813: 22  [2019-07-24]. （原始内容存档于2022-05-16）.
68. ↑  今本《竹书纪年》：二十六年，王陟。魏城洛陽及安邑、王垣。七月，於越太子諸咎弒其君翳。十月，越人殺諸咎越滑，吳人立孚錯枝為君。
69. ↑  今本《竹书纪年·烈王》：元年丙午，魏公子緩如邯鄲以作難。於越大夫寺區定越亂，立初無余，是為莽安。
70. 1 2  今本《竹书纪年·显王》：四年夏四月甲寅，徙邦于大梁。王發逄忌之藪以賜民。於越寺區弟思弒其君莽安，次無顓立。
71. 1 2  . 复旦大学出土文献与古文字研究中心. 2011-04-05  [2019-07-25]. （原始内容存档于2021-02-28） （中文（繁體））.
72. ↑  晁福林. . 浙江社会科学. 2002: 135–139  [2019-07-24]. （原始内容存档于2019-07-24）.
73. ↑  《庄子·让王》：越人三世弑其君，王子搜患之，逃乎丹穴。而越国无君，求王之搜不得，从之丹穴。王子搜不肯出，越人薰之以艾。乘以王舆。王子搜援绥登车，仰天而呼曰：“君乎君乎！独不可以舍我乎！”王子搜非恶为君也，恶为君之患也。若王子搜者，可谓不以国伤生矣，此固越人之所欲得为君也。《吕氏春秋·贵生》：越人三世杀其君，王子搜患之，逃乎丹穴。越国无君，求王子搜而不得，从之丹穴。王子搜不肯出。越人薰之以艾，乘之以王舆。王子搜援绥登车，仰天而呼曰：“君乎！独不可以舍我乎？”王子搜非恶为君也，恶为君之患也。若王子搜者，可谓不以国伤其生矣。此固越人之所欲得而为君也。
74. ↑  熊贤品. . 苏州教育学院学报. 2014, 31 (6)  [2020-05-17]. （原始内容存档于2020-05-18）.
75. ↑  郭沫若. . 考古学报. 1958, (1): 3–6  [2019-11-10]. （原始内容存档于2019-11-10）.
76. ↑  今本《竹书纪年·显王》：十二年，魯恭侯、宋桓侯、衛成侯、鄭釐侯來朝。於越子無顓卒，是為菼蠋卯，次無彊立。
77. ↑  《说苑·立节》：越甲至齊，雍門子狄請死之，齊王曰：「鼓鐸之聲未聞，矢石未交，長兵未接，子何務死之？為人臣之禮邪？」雍門子狄對曰：「臣聞之，昔者王田於囿，左轂鳴、車右請死之，而王曰：『子何為死？』車右對曰：『為其鳴吾君也。』王曰：『左轂鳴者工師之罪也，子何事之有焉？』車右曰：『臣不見工師之乘而見其鳴吾君也。』遂刎頸而死，知有之乎？」齊王曰：「有之。」雍門子狄曰：「今越甲至，其鳴吾君也，豈左轂之下哉？車右可以死左轂，而臣獨不可以死越甲也？」遂刎頸而死。是日越人引甲而退七十里，曰：「齊王有臣，鈞如雍門子狄，擬使越社稷不血食。」遂引甲而歸，齊王葬雍門子狄以上卿之禮。
78. ↑  《史记·越王勾践世家》：王無彊時，越興師北伐齊，西伐楚，與中國爭彊。當楚威王之時，越北伐齊，齊威王使人說越王曰：「越不伐楚，大不王，小不伯。圖越之所為不伐楚者，為不得晉也。韓、魏固不攻楚。韓之攻楚，覆其軍，殺其將，則葉、陽翟危；魏亦覆其軍，殺其將，則陳、上蔡不安。故二晉之事越也，不至於覆軍殺將，馬汗之力不效。所重於得晉者何也？」越王曰：「所求於晉者，不至頓刃接兵，而況于攻城圍邑乎？願魏以聚大梁之下，願齊之試兵南陽莒地，以聚常、郯之境，則方城之外不南，淮、泗之閒不東，商、於、析、酈、宗胡之地，夏路以左，不足以備秦，江南、泗上不足以待越矣。則齊、秦、韓、魏得志於楚也，是二晉不戰分地，不耕而穫之。不此之為，而頓刃於河山之閒以為齊秦用，所待者如此其失計，柰何其以此王也！」齊使者曰：「幸也越之不亡也！吾不貴其用智之如目，見豪毛而不見其睫也。今王知晉之失計，而不自知越之過，是目論也。王所待於晉者，非有馬汗之力也，又非可與合軍連和也，將待之以分楚眾也。今楚眾已分，何待於晉？」越王曰：「柰何？」曰：「楚三大夫張九軍，北圍曲沃、於中，以至無假之關者三千七百里，景翠之軍北聚魯、齊、南陽，分有大此者乎？且王之所求者，鬬晉楚也；晉楚不鬬，越兵不起，是知二五而不知十也。此時不攻楚，臣以是知越大不王，小不伯。復讎、龐、長沙，楚之粟也；竟澤陵，楚之材也。越窺兵通無假之關，此四邑者不上貢事於郢矣。臣聞之，圖王不王，其敝可以伯。然而不伯者，王道失也。故願大王之轉攻楚也。」於是越遂釋齊而伐楚。楚威王興兵而伐之，大敗越，殺王無彊，盡取故吳地至浙江，北破齊於徐州。而越以此散，諸族子爭立，或為王，或為君，濱於江南海上，服朝於楚。
79. 1 2 3 4 5 6 7 8 9 10 11 12  《越絕書·外傳記地傳》：越王夫鐔以上至無餘，久遠，世不可紀也。夫鐔子允常。允常子句踐，大霸稱王，徙琅琊，都也。句踐子與夷，時霸。與夷子子翁，時霸。子翁子不揚，時霸。不揚子無彊，時霸，伐楚，威王滅無彊。無彊子之侯，竊自立為君長。之侯子尊，時君長。尊子親，失眾，楚伐之，走南山。親以上至句踐，凡八君，都瑯琊二百二十四歲。無彊以上，霸，稱王。之侯以下微弱，稱君長。
80. ↑  參見勞榦《古代中國的歷史與文化》（台北：聯經出版公司，2006）頁七七
81. ↑  闰萍. . 卷宗.   [2020-05-17]. （原始内容存档于2020-05-23）.
82. ↑  参见《水经·河水注》引《纪年》
83. ↑  《韩非子·内储说下》：干象曰：“前时王使邵滑之越，五年而能亡越，所以然者，越乱而楚治也。日者知用之越，今亡之秦，不亦太亟忘乎！”
84. ↑  《战国策·楚王问于范环》：且王尝用滑于越而纳句章，昧之难，越乱，故楚南察濑胡而野江东。
85. 1 2 3 4  杨宽. . 江汉论坛. 1991, (5): 67-71  [2019-07-26]. （原始内容存档于2019-07-26）.
86. ↑  《韩诗外传·卷八》：昔吳楚燕代謀為一舉而欲伐秦，祧賈、監門之子也，為秦往使也，遂絕其謀，止其兵，及其反國，秦王大悅，立為上卿。
87. ↑  范宏贵. . 东南亚纵横. 1982, (3): 36-38  [2019-07-27]. （原始内容存档于2019-07-27）.
88. ↑  西川吉光. . 国際地域学研究. 2016, (19): 157-176.
89. ↑  李辉.  (PDF). 2002现代人类学国际研讨会论文集. 2002  [2020-05-17]. （原始内容存档 (PDF)于2020-05-18）.
90. ↑  李辉.  (PDF). 广西民族研究. 2002, (4)  [2020-05-17]. （原始内容存档 (PDF)于2020-05-18）.
91. 1 2 3 4 5 6 7 8 9  方傑. . 上海: 上海社會科學出版社. 1998: 402. ISBN 7806184074. OCLC 61568462.
92. ↑  金卓. . 武汉大学简帛研究中心. 2019-03-19  [2019-07-24]. （原始内容存档于2021-05-01） （中文（繁體））.
93. ↑  《國語·吳語》：王乃命有司大令于國曰：「茍任戎者，皆造于國門之外。」王乃命于國曰：「國人欲告者來告，告孤不審，將為戮不利，及五日必審之，過五日，道將不行。」⋯⋯王乃命有司大徇于軍，曰：「有父母耆老而無昆弟者，以告。」王親命之曰：「我有大事，子有父母耆老，而子為我死，子之父母將轉于溝壑，子為我禮已重矣。子歸，歿而父母之世。後若有事，吾與子圖之。」明日徇于軍，曰：「有兄弟四五人皆在此者，以告。」王親命之曰：「我有大事，子有昆弟四五人皆在此，事若不捷，則是盡也。擇子之所欲歸者一人。」明日徇于軍，曰：「有眩瞀之疾者，以告。」王親命之曰：「我有大事，子有眩瞀之疾，其歸若已。後若有事，吾與子圖之。」明日徇于軍，曰：「筋力不足以勝甲兵。志行不足以聽命者歸，莫告。」明日，遷軍接酥，斬有罪者以徇，曰：「莫如此志行不果。」于是人有致死之心。王乃命有司大徇于軍，曰：「謂二三子歸而不歸，處而不處，進而不進，退而不退，左而不左，右而不右，身斬，妻子鬻。」
94. ↑  《國語·吳語》：王乃入命夫人。王背屏而立，夫人向屏。王曰：「自今日以後，內政無出，外政無入。內有辱，是子也，外有辱，是我也。吾見子于此止矣。」王遂出，夫人送王，不出屏，乃闔左闔，填之以土，去笄側席而坐，不掃。王背檐而立，大夫向檐。王命大夫曰：「食土不均，地之不修，內有辱于國，是子也；軍士不死，外有辱，是我也。自今日以後，內政無出，外政無入，吾見子于此止矣。」王遂出，大夫送王不出檐，乃闔左闔，填之以土，側席而坐，不掃。
95. ↑  陈伟. . 江汉论坛. 1993, (4): 54–58  [2019-07-27]. （原始内容存档于2019-07-27）.
96. 1 2  林華東. . 中央民族学院学报. 1989, (1)  [2019-07-27]. （原始内容存档于2019-07-27）.
97. ↑  张志立,彭云,梁涌. . 中外关系史论文集第14辑——新视野下的中外关系史. 2008  [2019-07-27]. （原始内容存档于2019-05-05）.
98. ↑  刘亦冰. . 绍兴文理学院学报. 2001, (4): 20-23  [2019-07-27]. doi:10.3969/j.issn.1008-293X.2001.04.005. （原始内容存档于2021-05-01）.
99. ↑  董珊. . www.gwz.fudan.edu.cn. 复旦大学出土文献与古文字研究中心. 2008-10-15  [2019-07-27]. （原始内容存档于2019-07-27） （中文（简体））.
100. ↑  邹身城. . 杭州师范大学学报：社会科学版. 1990, (4): 1–7  [2019-07-27]. （原始内容存档于2019-07-27）.
101. ↑  《孟子·滕文公上》:今也南蠻鴃舌之人，非先王之道，子倍子之師而學之，亦異於曾子矣。
102. ↑  《太平寰宇记·於潛縣》引《吴越春秋》：“漢志屬丹陽郡吳越春秋秦徙大越鳥語之人置替”
103. ↑  徐文堪. . 東方早報 (上海東方報業有限公司). 2011-05-08  [2019-07-21]. （原始内容存档于2011-05-28） （中文（简体））.
104. ↑  龚剑锋. . 东南文化. 1998, (1): 31-33  [2019-07-21]. （原始内容存档于2019-07-21）.
105. 1 2 3  董楚平,金永平.  1. 上海: 上海人民出版社. 1998: 566. ISBN 7208022682. OCLC 41361800.
106. ↑  张宏林. . 收藏家. 2013, (6): 31-36  [2019-07-27]. （原始内容存档于2019-07-27）.
107. ↑  曹锦炎. . 东南文化. 1989, (6): 104-112  [2019-07-27]. （原始内容存档于2019-07-27）.
108. ↑  陈元甫. . 东南文化. 1992, (6): 11-21  [2019-07-27]. （原始内容存档于2019-07-27）.
109. ↑  曹锦炎. . 文物. 2004, (2): 70-76  [2019-07-26]. （原始内容存档于2021-05-01）.
110. ↑  徐吉军. . 中国鉴湖研究会.   [2019-07-27]. （原始内容存档于2020-09-25） （中文（简体））.
111. ↑  王文清. . 江海学刊. 1983, (4)  [2020-05-25]. （原始内容存档于2020-06-04）.
112. 1 2 3 4  方如金; 熊锡洪. . 广西民族学院学报：哲学社会科学版. 2001, 23 (5): 72–77  [2020-05-30]. （原始内容存档于2020-06-04）.
113. 1 2  辛土成. . 东南文化. 1993, (6): 47–53  [2020-05-30]. （原始内容存档于2020-06-04）.
114. ↑  蔡凤书; 崔大勇; 市川健二郎. . 东南文化. 1988, (1): 24–30  [2020-05-25]. （原始内容存档于2020-06-04）.
115. 1 2 3  董珊.  1. 北京: 科学出版社. 2014: 304. ISBN 9787030398567. OCLC 877850761.
116. ↑  陈夢家. . 上海: 学习生活出版. 1955: 144.
117. ↑  《越絕書·外傳記地傳》：昔者，越之先君無餘，乃禹之世，別封於越，以守禹冢。
118. 1 2 3 4 5 6  《史記·越王勾踐世家》：句踐卒，子王鼫與立。王鼫與卒，子王不壽立。王不壽卒，子王翁立。王翁卒，子王翳立。王翳卒，子王之侯立。王之侯卒，子王無彊立。
119. ↑  《春秋左传·哀公二十四年》：閏月，公如越，得大子適郢，將妻公，而多與之地，公孫有山，使告于季孫，季孫懼，使因大宰嚭，而納賂焉，乃止。
120. 1 2 3 4 5 6 7  《吳越春秋·勾踐二十七年》：興夷即位一年卒，子翁；翁卒，子不揚；不揚卒，子無彊；彊卒，子玉；玉卒，子尊；尊卒，子親。自勾踐至于親，其歷八主，皆稱霸，積年二百二十四年，親眾皆失，而去琅邪，徙於吳矣。
121. ↑  今本《竹書紀年·貞定王》：二十年，於越子不壽見殺，是為盲姑，次朱句立。
122. ↑  《系年》：韩虔、赵籍、魏击率师与越公翳伐齐，齐与越成，以建阳、䢹陵之田，且男女服。
123. 1 2  今本《竹書紀年·安王》：二十六年，王陟。魏城洛陽及安邑、王垣。七月，於越太子諸咎弒其君翳。十月，越人殺諸咎越滑，吳人立孚錯枝為君。
124. ↑  今本《竹書紀年·烈王》:元年丙午，魏公子緩如邯鄲以作難。於越大夫寺區定越亂，立初無余，是為莽安。
125. ↑  傅天佑. . 江漢考古. 1988, (1): 85-89  [2019-07-22]. （原始内容存档于2019-07-22）.
126. ↑  《史记索隐·越王勾践世家》：蓋無顓之弟也音其良反
127. ↑  《史記·越王勾踐世家》：於是越遂釋齊而伐楚。楚威王興兵而伐之，大敗越，殺王無彊，盡取故吳地至浙江，北破齊於徐州。而越以此散，諸族子爭立，或為王，或為君，濱於江南海上，服朝於楚。
128. ↑  楚的灭越，据《史记·越世家》说，是在楚威王时。但是《越世家》载齐国使者劝越王“释齐而伐楚”，是楚怀王十六、七年间事。可证楚的灭越必在楚怀王十七年后。今本《楚世家》楚怀王二十年下载昭雎对楚怀王说：“王虽东取地于越，不足以刷耻，……韩已得武遂于秦，以河山为塞，……樗里子必言秦，复与楚之侵地矣。”苏辙《古史·楚世家》系这事在楚怀王二十二年，吕祖谦《大事记·解题》卷四记在二十三年，这里既说“韩已得武遂于秦”，当以二十三年为是。从此可知楚的灭越，必在楚怀王二十三年或稍前。《战国策·楚策一》载范环对楚王说：“且王尝用召（昭）滑于越，而纳句章，〔唐〕昧之难，越乱，故楚南察濑胡而野江东，计王功之所以能如此者，越乱而楚治也。”（《史记·甘茂列传》所载略同，惟作“内行章义之难，越国乱，故楚南塞厉门而郡江东”（《楚策一》的“楚南察濑胡而野江东”，当是“楚南塞厉门而郡江东”之误）。而《韩非子·内储说下篇》又作“前者王使邵（昭）滑之越，五年而能亡越，所以然者，越乱而楚治也”。据《史记·甘茂列传》，范环对楚怀王说这话是在甘茂由秦出奔齐前，即在楚怀王二十三年。这又可证楚的灭越，必在楚怀王二十三年或稍前。黄以周《儆季杂著·史说》有《史越世家补并辨》一文，对此事有所考证。详见杨宽《关于越国灭亡年代的再商讨》，《江汉论坛》一九九一年第五期。
129. ↑  《史記·越王勾踐世家》：後七世，至閩君搖，佐諸侯平秦。漢高帝復以搖為越王，以奉越後。東越，閩君，皆其後也。